# Tục thờ bò

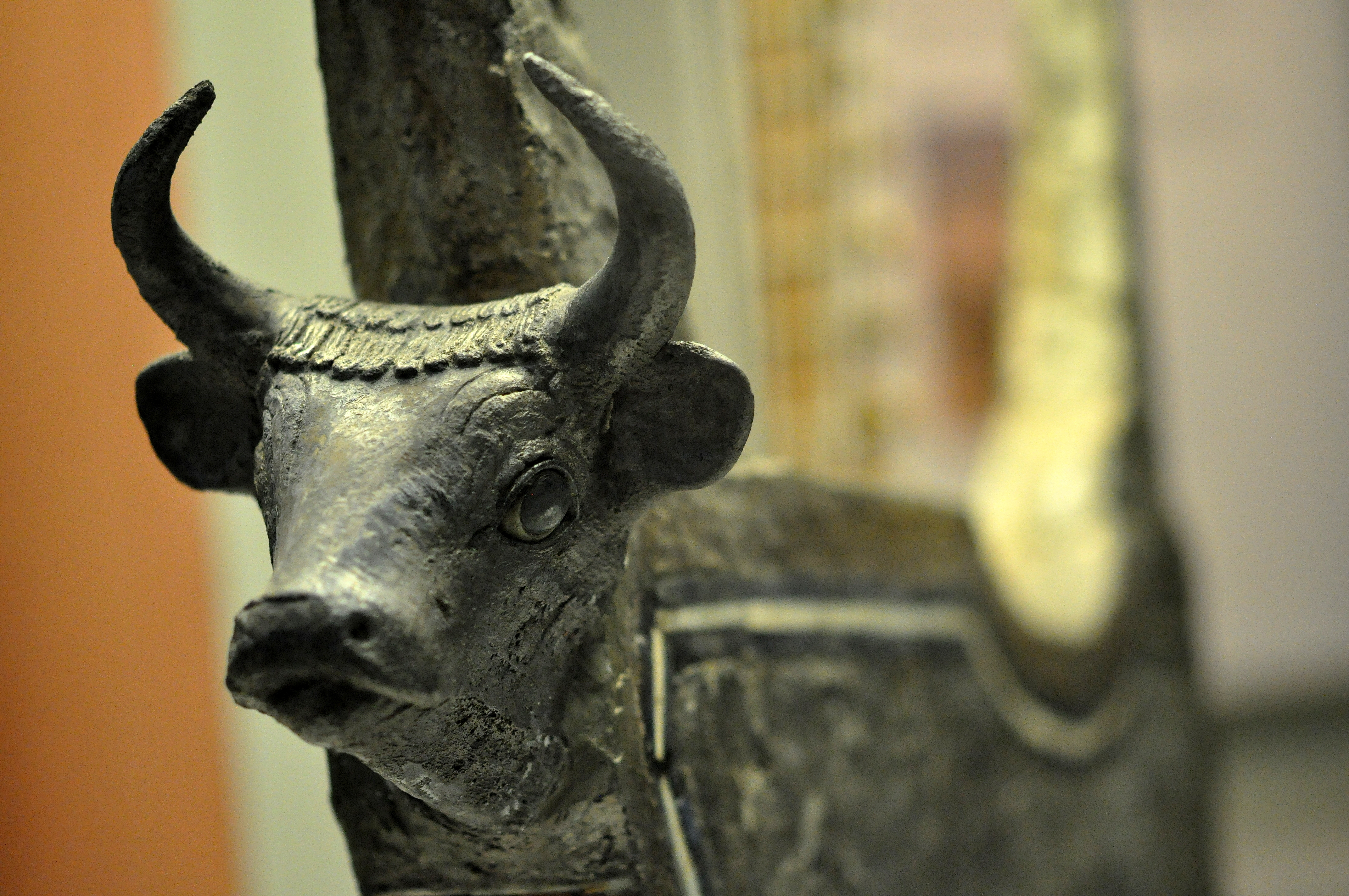
Tượng thần bò trong bảo tàng văn hóa Lưỡng Hà

Tục thờ Bò hay tín ngưỡng thờ Bò hay còn gọi là thờ Thần Bò hay đạo thờ Bò là việc thực hành các tín ngưỡng, tôn giáo liên quan đến việc thờ cúng con bò, thuộc hệ tín ngưỡng thờ động vật. Con bò gắn liền với tín ngưỡng thờ phụng xuất phát từ sự gần gũi và vai trò to lớn của nó trong đời sống của con người. Bò là linh vật biểu tượng có sức ảnh hưởng lớn đến các nền văn minh lớn trên thế giới như Ai Cập, Lưỡng Hà, Ấn Độ, Hy Lạp cũng như trong văn hóa một số bộ tộc người da đỏ ở Bắc Mỹ, nó còn là vật thánh thiêng và được thờ phụng (hoặc từng được thờ phụng nhưng nay không còn thờ) trong các tôn giáo lớn trên thế giới như Ấn Độ giáo, Do Thái giáo, Thiên Chúa giáo và Hồi giáo.

## Tổng quan

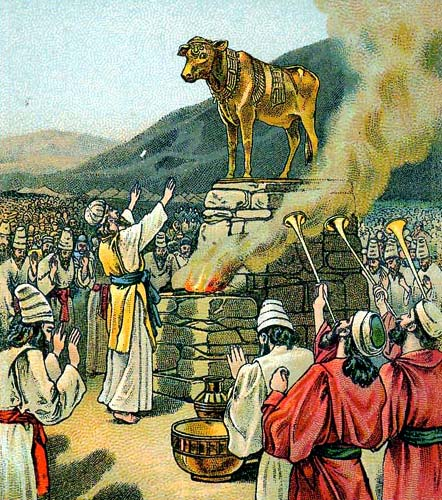
Hình mô tả tín ngưỡng thờ bò của người Trung Đông thời cổ

Việc thờ cúng Thánh Thể trên khắp thế giới cổ xưa là điều quen thuộc, nhất với thế giới phương Tây; trong những tập Kinh thánh trong đó có nêu lên việc thờ phụng con Bê Vàng (Sách Xuất Ê-díp-tô Ký 32:1-14). Con bê vàng sau khi được người Do Thái ở vùng hoang dã Sinai tôn thờ đã bị Moses và người Do Thái bãi bỏ cổ tục này. Sau khi Moses trên Núi Sinai trở lại(Sách Xuất Ê-díp-tô Ký). Thần Marduk là "con bò của Utu". Ngoài ra, Con bê đỏ (Red Hefer, tiếng Hebrew: פָרָ֨ה אֲדֻמָּ֜ה, para adumma), còn được gọi là bò tơ đỏ hay con bò cái tơ hoe sắc, là một con bò mang đến các linh mục như một lễ tế theo Kinh thánh trong nghi lễ Tum'at HaMet.
Con vật cưỡi của thần Shiva là bò Nandi. Con bò thần linh hiện diện trong chòm sao Taurus. Đặc biệt, ở vùng Trung Đông, cả hai vị thần tối cao là thần Ba'al (thần sấm sét) và thần El (vị Thần Toàn Năng) đều gắn liền với hình tượng con bò đực (bò mộng) trong các văn bản Ugaritic, vì nó tượng trưng cả sức mạnh và khả năng sinh sản, bò cũng là con vật được nhắc đến trong Kinh thánh với thái độ trân trọng, cùng với cừu và lừa, nó là con vật đã chứng kiến Chúa giáng sinh.
Nhiều dân tộc sùng kính và tôn thờ con bò, nâng hình ảnh con bò lên vị trí Thần Bò và thờ phụng nó là điển hình là ở Ấn Độ và nhiều nước Đông Nam Á người ta thờ con Bò trắng Nandi là vật cưỡi của thần Siva, người Ai Cập tôn thờ thần bò. Ngoài người Hindu giáo ở Ấn Độ nâng tầm con bò nên thành một vị thần, thì ở các nền văn minh khác như người Do Thái, họ cũng thờ con Bê vàng hay người phương Tây trong những câu chuyện thần thoại Hi Lạp.
Con bò cho dù tính theo âm lịch như ở Lưỡng Hà hay dương lịch như ở Ấn Độ đều là chủ đề của nhiều hiện thân khác về văn hoá và tôn giáo, cũng như các đề cập đến hiện đại trong văn hoá mới. Sự thờ phụng của bò thường phổ biến ở nhiều nền văn hoá. Tại Ai Cập, theo như câu chuyện Exodus khi người Hê-bơ-rơ vừa mới đến, bò Apis là một đối tượng thờ phụng, một số người tin rằng Đức Chúa Trời của Y-sơ-ra-El hoặc được hình dung như một con bò đực thông qua quá trình đồng hóa và đồng hóa tôn giáo. Trong số những người hàng xóm của Ai Cập và Do Thái ở vùng Cận Đông và Aegean cổ đại thì đều coi con bò rừng hoang dã được thờ phụng rộng rãi, thường là Bò Lunar và là sinh vật biểu trưng của thần El.

## Trung Đông

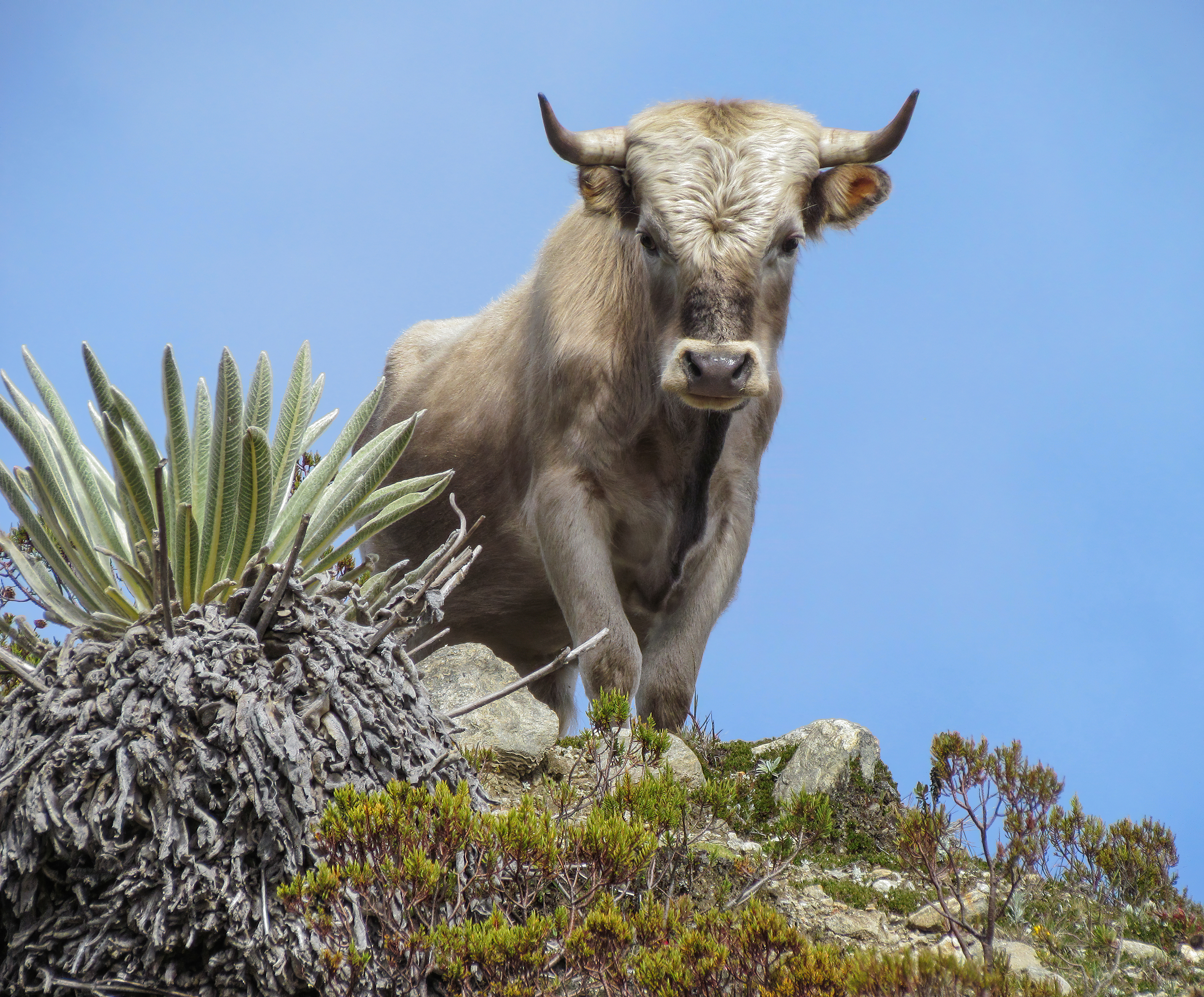
Một con bò xuất hiện trên vùng đồi cát, ở vùng Trung Đông cổ xưa, bò đực là một trong những sinh vật cường tráng, nó gợi lên ý niệm về tục thờ một vị thần mạnh nhất, làm tiền đề cho tín niệm thờ một vị thần duy nhất hay độc thần giáo

Con bò vàng là hình ảnh của thần linh được tôn thờ nhiều nhất trong vùng Trung Đông Cổ, chẳng hạn như tại Canaan, tại Ugarít và bên Siria, nơi thần Baal Hadad, tức là thần bão tố, tay cầm sấm sét đứng trên một con bò mộng. Việc tôn thờ hai con bò vàng trong các trung tâm thờ tự Betel và Dan kéo dài cho tới khi vương quốc Israel miền Bắc bị tiêu diệt năm 722 trước công nguyên bởi đế quốc Assiria dưới thời vua Sargon II cai tri Assiria từ năm 722 đến 705 Trước Công nguyên.
Thiên chúa Giáo cũng một phần ảnh hưởng của những hình thái của đạo thờ bò, khởi nguồn từ đạo thờ thần bò El của Abraham và biến thể thành đạo Do Thái. Các học giả Kinh Thánh liên kết các thiết kế "con bò đồng" cho bức tượng của vị thần Carthage về Baal Hammon (thường được xác định trong Kinh Thánh là thần Moloch) trong đó có lễ hiến tế trẻ con sống. Trẻ con sống được đặt trên bàn tay của tượng đầu bò bằng đồng của vị thần Moloch, và trượt xuống vào lò thiêu bằng đồng. Tiếng la hét của trẻ thường bị át đi bởi tiếng trống và nhảy múa, vì bàn thờ hiến tế không có hệ thống ống như "con bò đồng" đã có.
Trong Công giáo cũng có ý kiến chỉ trích người Do Thái vì tội thờ con Bò vàng như chuyện kể trong sách Xuất Hành chương 32, tuy họ vừa mới được Thiên Chúa cứu thoát khỏi kiếp sống nô lệ bên Ai Cập chưa được bao lâu, dân Israel đã đúc con bò vàng và coi đó là Thiên Chúa của mình, tổ chức cúng bái thờ lạy nó, rồi mở hội vui chơi nhảy múa. Chính dân Israel không tuân giữ giới răn của Chúa, họ đã gây áp lực với tư tế Aharon để làm con bò vàng thay thế là Đấng đã giải thoát Israel ra khỏi Ai Cập.
Tuy nhiên, đây chỉ là tội của dân, tội thờ ngẫu tượng chứ không phải văn hóa thờ bò vàng của dân Do Thái, tội này đã bị Mô-sê khiến trách và sau đó họ đã bỏ nó Trong Cựu ước, lễ vật dâng trong đền thờ có thể là chiên cừu hay bò (Lv: 1). Dâng lễ vật cho tổ tiên có thể bị coi là mê tín, vì như thế ông bà tổ tiên được coi là ngang hàng với Yavê. Cựu Ước (Isaiah 1:3) có câu "Con bò, con lừa còn biết chủ của nó là ai, thế mà nhiều người dân Do Thái không biết", đó là lời tiên tri về việc Chúa hài đồng Jesus nằm trong hang đá lạnh lẽo được bò và lừa đến hà hơi sưởi ấm (Luke 2:8), cho nên dù con bò không được tôn thờ với tính cách là một vị thần thì nó cũng là con vật được tôn trọng.

### Lưỡng Hà
Trong lịch sử, người dân Semitic-Akkadians tức giống Do Thái-Ả Rập phát triển nền văn hóa Semitic và Sumerians, sau đó dân Armonites chinh phục vùng Lưỡng Hà và lập nên đế quốc Babylon. Tại các đền thờ, các tu sĩ làm lễ và đọc sách Thánh Enuma Elish/Enûma Eliš (𒂊𒉡𒈠𒂊𒇺). Trong số các vị thần đó có thần El mà tượng của "Ngài" là một con bò đực mạ vàng ngồi (the Gilded bull). Theo Livy (4.16.2), El là vị thần chính yếu được tôn thờ tại vùng Lưỡng Hà. Theo các huyền thoại của vùng Canaan thì thần El là một con bò đực có sức mạnh vô song và sức sáng tạo vô bờ bến, thần El là "đấng Tạo hóa của mọi vật thụ tạo".

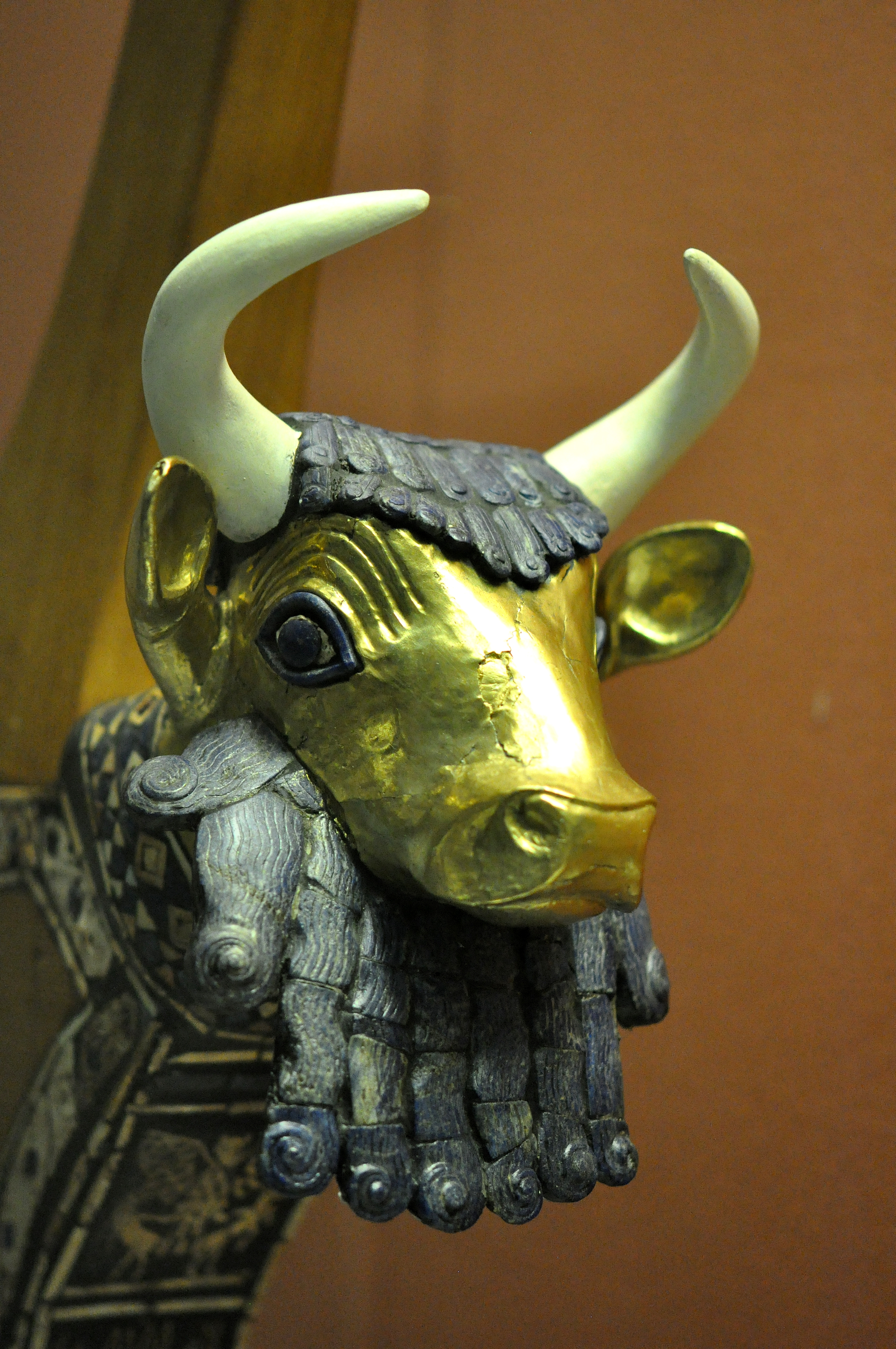
Bức tượng bò thần tại di chỉ thành phố Ur ở Lưỡng Hà

Cách đây trên 5000 năm, con bò được người ta tôn thờ như một vị thần dũng mãnh hơn hết các vị thần. Người Babylon gọi nó là Il, người Do Thái gọi là El. Người ta tin rằng thần El thường hiện hình thành một con bò đực nên vị thần này được gọi là Thần Bò El (The Bull El hoặc El the Bull). Tên của xứ Babylon cũng do tên của thần El mà ra vì El là danh từ theo tiếng Hebrew. Người Ả rập gọi El là Il. Khi đổi ra số nhiều Il thành Ilun. Danh xưng El là Đấng Tối cao của dân Semetic còn gọi là Con Bò Thần El, được coi là cha của các vị thần khác, ngoại trừ thần Baal.
Thần bò El có nghĩa El là danh hiệu lâu đời nhất để gọi Đấng Tối cao. Sách Sáng Thế ký (sách đầu tiên trong bộ Kinh thánh Cựu ước) 28:10-22, 33:20, 49:25 đã đồng nhất hóa El với Elohim và Yaweh (Jehovah). Ý nghĩa chữ El (theo tiếng Hebrew) cũng đồng nghĩa với chữ Ilu theo ngôn ngữ cổ ở Babylon là Akkadian. Tất cả đều do căn ngữ Semistic "Yl", có nghĩa là "hùng mạnh". Trong các đền thờ của người Phoenici, thần El được tôn thờ như Đấng Tối cao, Đấng sinh ra các vị thần và là Chúa của thiên đàng".
Theo ngôn ngữ Sumerian thì "Bab" là cổng và "Ilun" là Đấng Tối cao. Ghép hai chữ này lại sẽ thành "Babilun", về sau người ta đọc trại đi thành Babylon. Tại các thành phố thuộc xứ Babylon người ta thường làm lễ tế thần El với những lời ca tụng ngài là "Thượng đế hiện thân thành Con Bò" (The Bull-God). Theo niềm tin của người Babylon, thần El là vị chủ tọa các hội đồng thần thánh ở trên trời, là đấng tạo hóa đã sinh ra vũ trụ vạn vật và là đấng đã tạo dựng nên con người.
Đạo thờ bò lan rộng ra khắp vùng Trung Đông, từ Babylon đến Canaan và Phoenicia. Hầu hết các sắc dân Do Thái và Ả-rập đều tôn thờ thần bò El từ khoảng 3000 năm trước Công nguyên cho đến thời Moses thì đạo thờ bò El biến thể. Mặc dầu đạo thờ bò El đã phát sinh ở Babylon từ rất lâu đời, nhưng nó được chính thức du nhập vào dân tộc Do Thái từ thời Abraham khoảng năm 2000 TCN. Abraham và dân Do Thái coi El là vị thần duy nhất để tôn thờ và thần cao nhất đó là Yahweh (יהוה), trong khi các dân tộc chung quanh tôn thờ thần El cùng với các vị thần khác như Baal, Anath, Ashtaroh, Ashera, do khác biệt này mà Abraham đã được coi là ông tổ của các đạo độc thần.
Sáng Thế Ký (Genesis, 11:27-28) kể rằng thợ nặn tượng tên Terah sinh ra ba người con là Abraham, Nabor và Haran tại thành phố Ur, thành phố lớn nhất và cổ nhất của xứ Babylon. Chính tại thành phố Ur, Abraham đã đập nát các tượng thần của cha và chỉ giữ lại một tượng thần duy nhất là tượng thần El (hình dạng của một con bò đực với bộ râu dài) để tôn thờ. Chính vì hành vi này mà Abraham đã được tôn vinh là ông tổ của các Đạo Độc Thần tức các đạo chỉ thờ một Thượng đế Duy Nhất. Tên của bò thần El được chuyển sang tiếng Hebrew là Elohim, Đạo Kitô gọi Jehovah (tức con bò Elohim) là Đức Chúa Cha đã phát sinh từ tượng bò vàng (The golden calf) ở thành phố Ur thuộc Babylon. 

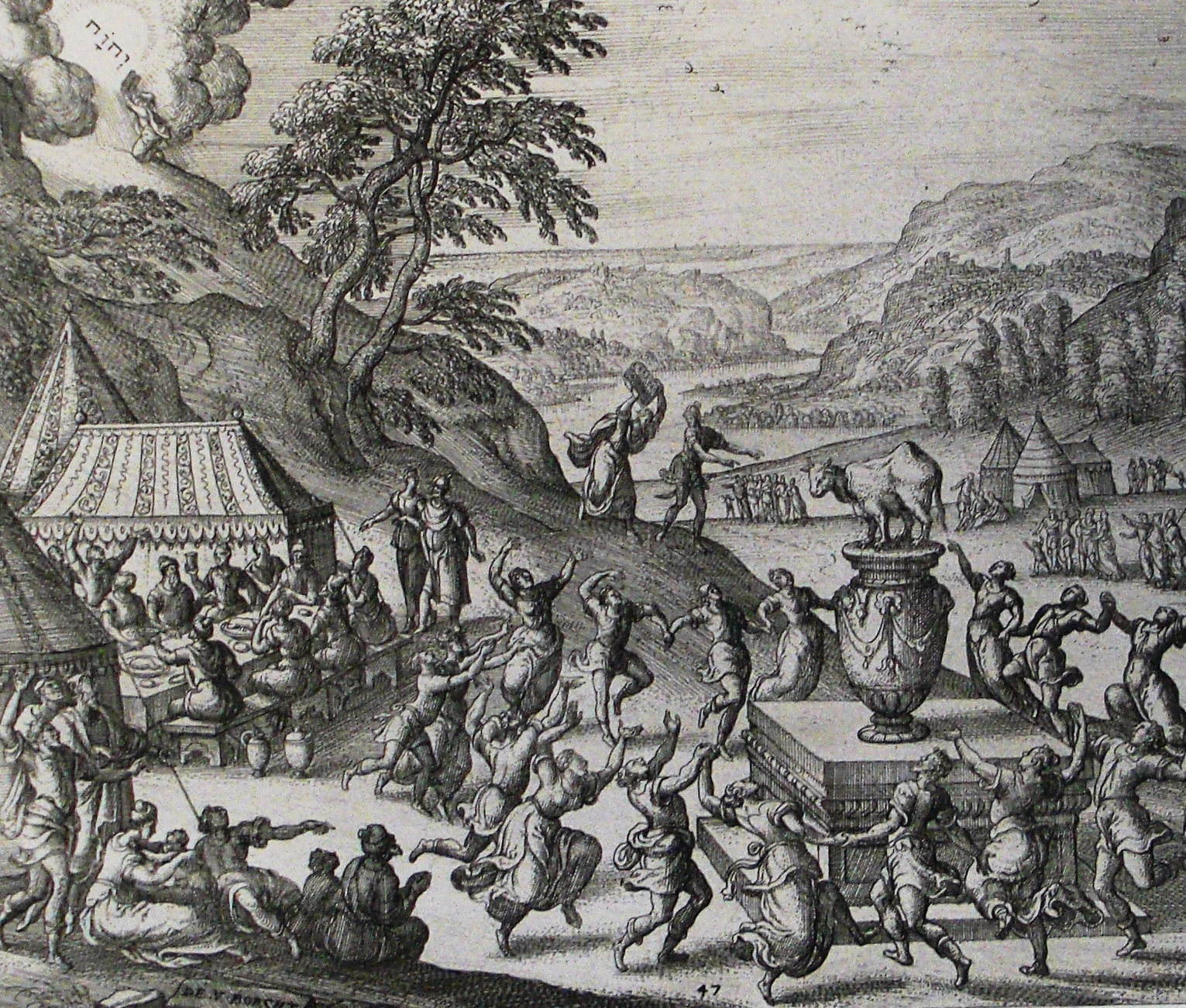
Tranh vẽ của Phillip Medhurst tả cảnh người dân đang nhảy múa tưng bừng để thờ thần bò

Sau này Jacob trở thành tộc trưởng của Do Thái và đặt tên nước Do Thái là Isra-el để tôn vinh thần bò El (tức Elohim trong ngôn ngữ Hebrew). Theo tiếng Hebrew, Jehovah có nghĩa là "Thiên Chúa của các tổ phụ". Đấng Tối cao của những vị này là Elohim, tức thần bò El của thành phố Ur, thuộc xứ Babylon, họ thờ Đức Chúa Cha là con bò Elohim (muông thú) và thờ Đức Chúa Thánh Thần là con chim bồ câu (cầm điểu). Các nhà khảo cổ đã tìm thấy tại thành phố Ur một bức tượng của con bò thần El mạ vàng thuộc niên đại 2000 năm TCN (thời Abraham). Tượng này hiện được triển lãm tại bảo tàng viện Baghdad, Iraq.
Vị Thượng đế mà Abraham, Isaac và Jacob tôn thờ là còn thần El-Shaddai (אֵל שַׁדַּי) là vị thần của đá. Khi ca hát để chúc tụng Đấng Tối cao El, họ gọi ngài là Eloa. Dân Sumerian tôn thờ thần El từ khoảng năm 5500 TCN, tức trước khi có đế quốc Babylon. Tiếng Semitic (Do Thái) gọi EL là Elim, Elim là danh từ số ít, Elohim là danh từ số nhiều nhưng lại nghĩa là Một (Elohim là duy nhất) vì Elohim bao hàm ý nghĩa thần El là vị thần của tất cả mọi sự. Thần El là Toàn Thể gần tương tự như Toàn Năng. Thần El là vị thần chân thực của các thần là vị thần được mọi người gọi bằng nhiều tên khác nhau nhưng sự thực chỉ là một. Thần El là tổng thể của mọi sự thiêng liêng.
Do Đạo thờ bò El phát sinh từ nên văn hóa du mục của giống người Semites, bao gồm Do thái và các bộ tộc Ả-rập. Từ nhiều ngàn năm trước cho đến ngày nay, phần đông giống người Semites sinh sống bằng nghề du mục. Nghề này đòi hỏi con người phải có sức khỏe và lòng can đảm mới đủ sức chống chọi với thời tiết khắc nghiệt ở sa mạc và đủ loại thú dữ để bảo vệ đàn gia súc của mình. Do đó, chỉ có những thanh niên khỏe mạnh và dũng cảm mới có thể đảm nhiệm công việc. Hình ảnh con bò đực hay bò mộng đã được dân du mục chọn lựa làm biểu tượng cho sức mạnh của nam giới. 

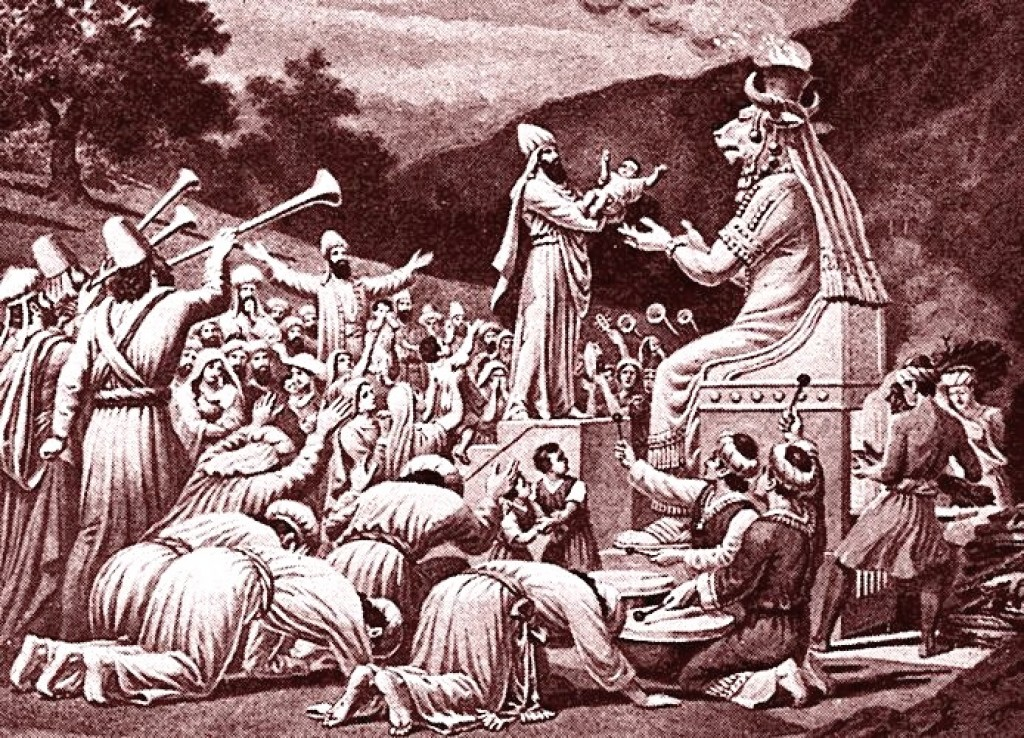
Tục hiến tế trẻ em cho thần bò của người Trung Đông cổ đại

Về sau, mỗi khi nghĩ đến Đấng Tối cao, họ cũng hình dung Ngài là một vị đàn ông, chỉ khác một điều Ngài là một "Đấng đàn ông Toàn năng", từ đó ảnh hưởng đến nhận thức chung là Đấng Tối cao là giống đực. Người du mục Semites, quan niệm thần El thường dạy dỗ loài người bằng cách hiện ra trên núi đá, trong bụi rậm hoặc trong đống lửa và từ đó ngài phán điều này điều nọ để dạy dỗ loài người. Những cuốn sách đầu tiên của bộ Thánh kinh Cựu ước là những sách ghi chép những lởi nói được gán cho là của thần El, tức Elohim.
Các dân tộc Do Thái-Ả rập chủ yếu sinh sống bằng nghề du mục, họ nuôi nhiều loại súc vật với mục đích để ăn thịt vì không trồng được cây lương thực, giết sinh vật là công việc hằng ngày của họ. Họ trở thành những người quá quen thuộc với sự đổ máu và không còn cảm thấy xót thương trước sự đau đớn cùng cực của các sinh vật bị giết. Đấng Tối cao hoặc các vị thần linh của giống người Do Thái-Ả rập thường phản ảnh cái tâm linh hiếu sát qua phương cách thờ cúng của người Semites phản ảnh nếp sống văn hóa du mục của họ.
Từ nhiều ngàn năm trước Công nguyên cho đến ngày nay, mọi nghi lễ thờ cúng Đấng Tối cao bề trên luôn phải có máu hiến tế được xác định trong nhiều sách của bộ Kinh thánh Cựu ước và Tân ước: Levitica 17:11 (Cựu ước) và Hebrew 9:22 (Tân ước) đều ghi: "Sự đổ máu là điều bắt buộc để được tha tội". Từ thời Abraham, qua thời Moses cho đến nhiều thế kỷ về sau, người Do Thái luôn luôn tế lễ Jehovah bằng máu động vật. Việc giết sinh vật để thờ Thượng đế là điều bắt bắt buộc trong luật Torah của Moses. Súc vật bị giết để lấy máu rưới lên bàn thờ, thịt của chúng bị đốt để tạo "mùi hương dịu dàng dâng lên Thiên Chúa" (Exodus 29:18, Leviticus 1:9).

### Do Thái
Vùng Do Thái được coi là dân tộc được Chúa chọn vì nước này là quốc gia đầu tiên mang tên thần bò El (Isra-El), theo đó Isra là cai trị, El là thần bò El. Do đó, Israel có nghĩa là một quốc gia được cai trị bởi thần bò El. Người Do Thái cổ xưa đã thờ thần bò El từ lâu đời, cho nên El có nghĩa là "Thiên Chúa của Do Thái" hoặc "Thiên Chúa của Abraham". Tiếng Hebrew gọi Đấng Tối cao El bằng nhiều danh từ: El, Eloah, Elim, Elohim. Vì họ tin Thần El thường hay xuất hiện ở các núi đá (tiếng Hebrew là Shaddai), nên họ cũng gọi Thần El là El-Shaddai vột vị thần mang sức khỏe vá quyền năng. 

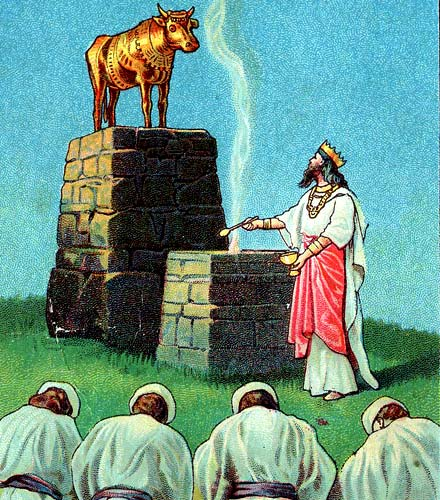
Người dân Do Thái cổ đại thời Đấng Tối cao dưới dạng tượng của một con bò đực

Các danh từ để gọi Đấng Tối cao El đã được nhắc lại gần 2.250 lần trong các bộ sách Kinh Thánh của đạo Do Thái. Riêng trong các bài Thánh Vịnh của David, tên của Thần El đã được nhắc tới 238 lần. Trước khi đặt tên nước là Do Thái là Israel, Jacob đến thị trấn Luz của xứ Canaan. Tại đây, Jacob nằm mơ được thiên thần cho một cái thang lên tới thiên đàng và được gặp Thượng đế El, tỉnh dậy, Jacob đã đổi tên thị trấn Luz thành Beth-El, có nghĩa là "Nhà của Chúa" được kể lại trong Cựu ước (Genesis 28:12).
Các tác giả viết Kinh thánh Cựu ước đã dùng danh từ El vừa để gọi chung các thần thánh vừa như một danh từ đồng nghĩa với Jehovah. Jehovah (Yahweh) chính là Con Bò El (El the Bull = chỉ về Jehovah), thực chất là con một của Thần Bò El. Từ trước, thần El được tôn thờ bởi các sắc dân Canaanites và Semites, El cũng được coi là vua của các dòng sông là thần mặt trời và cũng là Đấng Toàn năng Tối cao và các giống dân Canaanites và Semites khi thờ thần El dưới tượng của một con bò đực, đối với họ, con bò đực là biểu tượng của sức mạnh, mỗi khi nói đến thần El họ thường gọi Ngài là Bò Thần El (Bull-El).
Một số đặc điểm của đạo thờ bò El đã được tiếp nối bởi đạo Công giáo La Mã sau này dưới những hình thức Quan niệm Thiên Chúa là giống đực. Trong các sách Kinh thánh Cựu ước cũng như Tân ước, mỗi khi nói đến Thiên Chúa, các tác giả Thánh kinh đều sử dụng các từ ngữ giống kế thừa tinh thần tôn trọng giống Đực của nền văn hóa du mục Ả rập, Đấng tối cao trong hình dạng con bò El đã đồng nhất với Đức Chúa Cha và sau này, người Ki-tô giáo chỉ nói tới Đức Chúa Cha và Quan niệm Thiên Chúa dạy dỗ, giáo huấn loài người bằng lời nói.
Những tư tưởng đầu tiên của Abraham có ý định chọn một vị thần mạnh nhất trong các vị thần của dân Sumerians để tôn thờ. Vị thần mà Abraham chọn là thần El, một con bò đực mạ vàng. Abraham được tôn lên làm vị lãnh đạo các tộc trưởng Do Thái dẫn dân Do Thái rời khỏi đế quốc Babylon về miền Đất Hứa là vùng Canaan, từ đó Đạo Do Thái Nguyên Thủy thờ Đấng Tối cao mang tên Elohim với hình tượng của Ngài là con Bò vàng. Đạo thờ bò đã tồn tại trong hơn 8 thế kỷ đầu của lịch sử nước Do Thái, nhiều dòng phái hiện nay chỉ là hậu thân và là những biến dạng hay diễn tiến biến thể khác nhau của Đạo thờ bò.
Rất nhiều lần sau, trong các tôn giáo Ápraham, mô-típ trở thành một con quỷ bò hay "quỷ sừng" ngược lại và xung đột với các truyền thống trước đó. Con bò này quen thuộc trong các nền văn hoá Judeo-Kitô giáo trong Kinh thánh, trong đó một thần tượng của con Bê vàng (tiếng Hebrew: עֵגֶּל הַזָהָב/עֵגֶּל הַזָהָב 'ēggel hazāhāv) được làm ra bởi A-rôn và được người Do Thái thờ phụng ở vùng hoang dã của bán đảo Sinai (sách Xuất ký Ê-díp-tô). Văn bản của Kinh thánh Hebrew có thể được hiểu là để chỉ thần tượng đại diện cho một vị thần, hoặc đại diện cho chính bản thân Yahweh, có lẽ thông qua một hiệp hội hoặc đồng hợp với tôn giáo với các vị thần của Ai Cập hoặc Levant, chứ không phải là một vị thần mới.
Các công trình nghiên cứu cổ vật đã khai quật được tại Iraq, Palestine và Syria cho thấy đạo thờ một Đấng Tối cao Toàn năng đầu tiên là đạo thờ thần Elohim của Abraham. Abraham là người đầu tiên có ý kiến chỉ thờ một vị Thượng đế duy nhất. Đến đời cháu nội của ông là Jacob vào đầu thế kỷ XIX TCN, toàn thể 12 bộ lạc Do Thái dưới sự lãnh đạo của ông Jacob đã di cư về đồng bằng sông Nil (Ai Cập) và định cư tại đây nhiều thế kỷ.
Sau khi thống nhất các bộ lạc Do Thái thành một quốc gia tương đối đoàn kết, và ông Jacob đặt tên nước Do Thái là Isra-El để vinh danh thần El. Jacob đã thuyết phục các bộ lạc Do Thái gạt bỏ mọi thần khác mà chỉ tôn thờ thần Elohim dưới hình tượng con bò đực, thường là tượng bò đực mạ vàng (the gilded bull) hoặc có khi là tượng đúc bằng vàng (the molten bull). Đạo thờ bò của Do Thái kéo dài 750 năm. Đến 1250, đạo này biến thể.
Do Thái không phải là nước duy nhất thờ thần El. Hầu hết các giống dân quanh vùng Canaan đều thờ thần El và rất nhiều thần khác. Tuy nhiên họ quan niệm đồng nhất với nhau ở chỗ tất cả đều coi thần El là vị thần cao nhất và là cha của các thần. Abraham và dân tộc Do Thái thời đó có quan niệm Thượng đế là vị thần mạnh nhất. Người Do thái đã thờ thần El dưới hình tượng của một con bò vàng (the Golden calf) khởi đầu từ thời Abrahm, Jacob cho đổi đời Moise (Mai-sen).
Chính anh ruột của Moise là Aaron đã điều động dân chúng gom góp nữ trang, nấu chảy đúc thành một con bò vàng để tôn thờ vào khoảng năm 1250 TCN (Exodus 32-33). Aaron và dân Do Thái thời đó đều tin tưởng thần bò El chính là đấng Toàn năng đã cứu dân Do Thái thoát vòng nô lệ của Ai Cập. Sách Cựu ước Exodus (32:4) thuật lại lời tuyên bố của Araon trước bàn thờ tượng bò vàng như sau: "Hỡi dân Israel, đây là Thiên Chúa của các người, đây chính là đấng đã đưa các người ra khỏi đất Ai Cập".
Theo Kinh thánh, con Bê vàng (עֵגֶּל הַזָהָב/'ēggel hazāhāv) là một thần tượng (một hình tượng tôn giáo) do người Do Thái tạo ra trong khi ông Moses vắng mặt, khi ông lên núi Sinai. Trong tiếng Hê-bơ-rơ, vụ việc được biết đến như ḥēṭ 'ha'ēggel (חֵטְא הַעֵגֶּל) hoặc "Sin of the Calf". Nó được nhắc đến lần đầu trong Ê-díp-tô Xuất Ký 32: 4. Sách Ê-díp-tô 32:4 (Exodus 32:4): Đức Chúa Jêsus lấy nó khỏi tay chúng nó, chế tạo nó bằng một dụng cụ để làm cho một con bò đẻ, và họ nói rằng: "Hỡi Y-sơ-ra-ên, ngươi là thần của ngươi, là Đấng đã đem ngươi lên khỏi xứ Ai Cập".
Nehemiah 9:18 (Nehemiah 9:18) cho biết: ngay cả khi họ làm thần tượng giống như một con bê và nói: "Đây là thần của ngươi đã dẫn ngươi ra khỏi Ai Cập". Những thần tượng bê được nhắc tới ở Tanakh sau này, chẳng hạn như trong Sách Ô-sê có vẻ như chính xác vì chúng là một tổ hợp của các nền văn hóa Cận Đông. Tương truyền vua Solomon đứng trên mười hai con bò đực. Con bò đực được đặt làm dấu biên ở Dan và Bethel, biên giới của Vương quốc Do Thái.
Theo truyền thống lâu đời của dân Do Thái kể từ thời Abraham đến nay là 850 năm, dân chúng vẫn quen thờ thần El dưới hình tượng Con Bê Vàng (The Golden Carf). Do vậy, Aaron ra lệnh thâu góp các nữ trang của dân chúng để đúc thành tượng một con bò to bằng thật để thờ. Sau khi đúc xong tượng bò vàng, dân Do Thái đã lập bàn thờ ở chân núi và đặt tượng bò lên bàn thờ. Xong dân chúng làm lễ cúng tế thần bò El và cùng nhau nhảy múa ca hát tưng bừng. Vừa lúc đó thì Maisen ở trên núi đi xuống thấy vậy bèn nổi giận và ông dùng hai phiến đá phá nát tượng bò thần El.
Ông ra lệnh cho dân chúng không được tôn thờ ảnh tượng từ đó và đổi tên Thượng đế từ Elohim (số nhiều của El) thành Jehovah. Jehovah = El/Bull-Chỉ có Bull El con bò mới có bên tả bên hữu. Bò thần El chính là Thượng đế Elohim hoặc Jehovah của đạo Do Thái, vì Jesus xác nhận Jehovah là Cha nên con bò đực El đã trở thành Đức Chúa Cha của đạo Ki tô (bao gồm Công giáo, Anh giáo, Chính thống giáo và các giáo phái Tin lành).
Câu chuyện Vượt biển gắn liền với chuyện Mười Điều Răn được kể lại trong Kinh Thánh Exodus (Ex.34) như sau: Dân Do Thái quy tụ đông đảo ở gần chân núi Sinai đón chờ Moses, nhưng đã nhiều ngày không thấy ông ta xuống. Đám đông dân chúng chạy về nhà kiếm người anh trai của Moses là Aaron để yêu cầu Aaron lãnh đạo Do Thái thay thế Moses. Aaron nhận lời và ra lệnh cho mọi người: "Hãy tháo mọi đồ nữ trang từ tai các con gái và vợ của các ngươi rồi gom hết lại nộp cho ta". Mặc khác, Aaron ra lệnh lập một lò đúc và khuôn rồi cho hết số vàng thu góp được vào lò nấu chảy.
Cuối cùng, dân Do Thái đúc được một tượng con bò đực to hoàn toàn bằng vàng thật. Aaron ra lệnh lập một bàn thờ ở chân núi Sinai và đặt tượng bò lên. Aaron tuyên bố ngày hôm sau sẽ là ngày đại lễ để dân Do Thái tạ ơn Chúa Elohim. Sáng hôm sau, khi dân Do Thái qui tụ đông đảo trước bàn thờ bò, Aaron chỉ vào con bò vàng và nói: "Đây là Thiên Chúa của các người, hỡi dân Irael, đó là Đấng đã mang các ngươi ra khỏi Ai Cập!". Người dân Do Thái cúng tế Bò Vàng, sau đó nhảy múa ca hát liên hoan phấn khởi. 

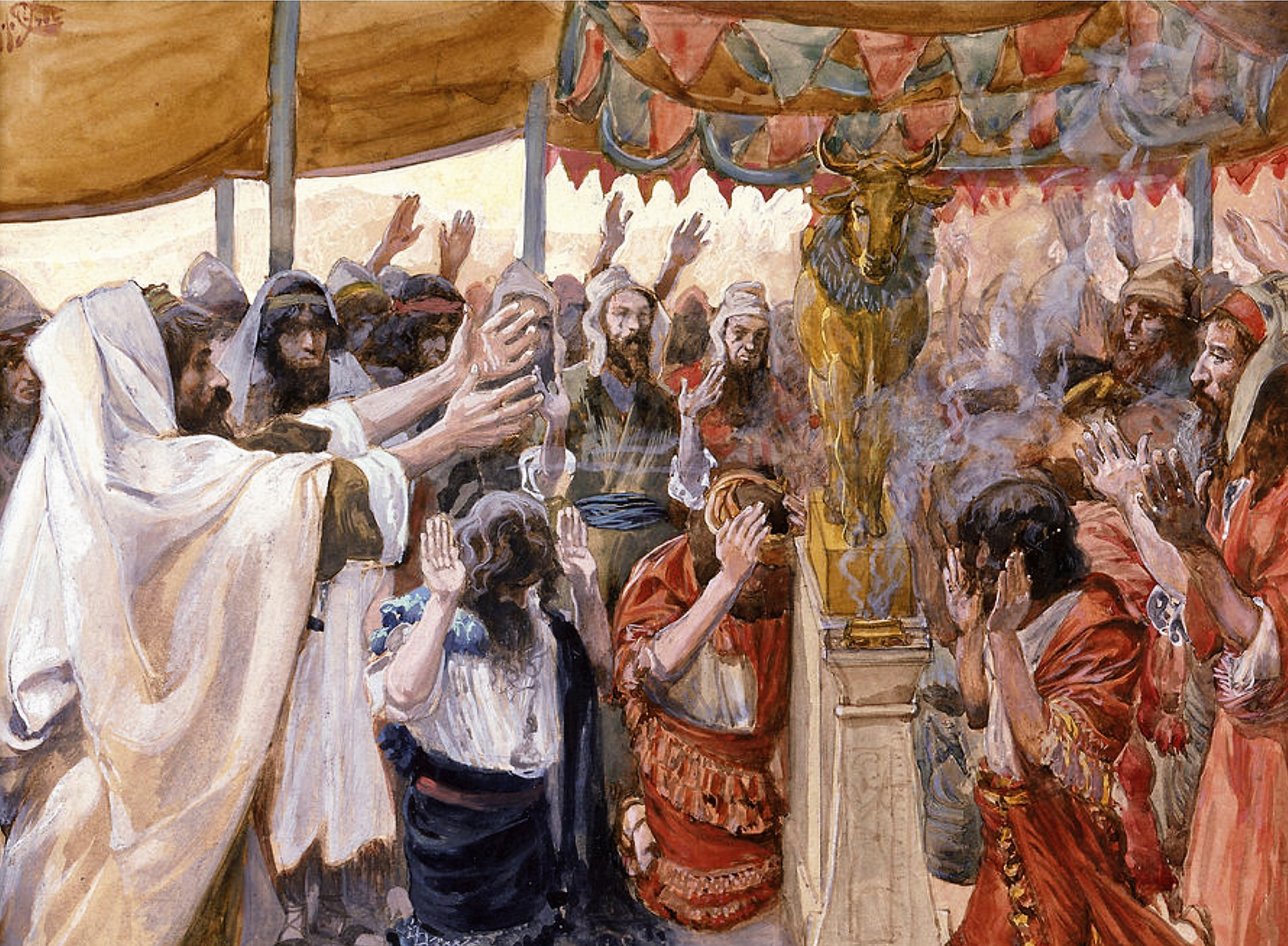
Họa phẩm về việc thờ thần bò của người Do Thái, tục thờ thần bò đã chấm dứt khi Moise trở thành lãnh đạo tinh thần của người Do Thái

Vừa lúc đó, Moses mang hai tảng đá từ trên núi Sinai đi xuống. Moses thấy dân Do Thái thờ bò vàng bèn nổi giận ném hai tảng đá phá hủy tượng bò. Moses dùng quyền uy của mình cấm dân chúng không được tôn thờ ảnh tượng bò và không được gọi tên Đấng bề trên là Elohim nữa. Từ đó, người Do Thái gọi Thượng đế là Jehovah có nghĩa là "Thiên Chúa của các tổ phụ". Mặc dầu Moises gọi Thượng đế là Jehovah nhưng Jehovah chín là là Elohim, tức Thần Bò Vàng của các tổ phụ Do Thái.
Trong lịch sử đạo Do Thái có hai thời kỳ: Thời kỳ đầu từ Abraham (2000 TCN) đến Moise (1250 TCN) kéo dài 750 năm, đạo Do Thái được gọi là Đạo Cũ, hoặc đạo Do Thái Tiền Moise (The pre-mosaic Judaism). Trong thời kỳ này, người Do thái gọi Thiên Chúa là El, Eloha hoặc Elohim và tôn thờ Ngài qua hình tượng con bò vàng. Từ thời Moise (1250 TCN) đến nay, đạo Do thái được gọi là Đạo Mới hoặc đạo Do Thái Moise (Mosaic Judaism). Thời kỳ sau, Đạo Thiên chúa có luật cấm thờ ảnh tượng bò vàng và cấm gọi tên Thượng đế là El, Eloa hoặc Elohim mà gọi là Jehovah.
Căn bản Thánh Kinh của đạo Moses là "Torah" có nghĩa là Luật được tóm tắt trong kinh Mười Điều Răn. Hai điều đầu tiên quan trọng nhất: Không được kêu tên Ngài (Elohim) và không được thờ ảnh tượng của Ngài (tượng con bò đực bằng vàng hoặc mạ vàng). Thay vì gọi tên Ngài là Elohim thì gọi Ngài bằng "Jehovah", tiếng Do Thái có nghĩa là "Thiên Chúa của các tổ phụ". Moise ra lệnh cấm thờ thần El vào năm 1250 TCN nhưng đến thế kỷ X và IX Trước Công nguyên, các vua và dân Do Thái vẫn tiếp tục thờ thần El với hình tượng bò vàng (1 King 12:28).
Đến thế kỷ VI TCN, tức 700 năm sau khi Moise ra lệnh cấm gọi tên thần El, vị tiên tri Do thái là Ezekiel đã cầu nguyện bằng tên El: "Lời của Ngài, ôi Thần El, là khôn ngoan. Ngài là đấng khôn ngoan muôn đời" (Ezekiel 28:2-10) và được ghi chép trong các sách Genesis, Exodus, Kings và Ezekiel (trong bộ Thánh kinh Cựu ước) cho thấy đạo Do thái vẫn mang sự ảnh hưởng không nhỏ của đạo thờ bò El với hình tượng bò vàng. Thậm chí ngay cả trong sách Cựu ước cũng cho thấy tới 3 thế kỷ sau khi Moise chết, nhiều người dân Do Thái vẫn tiếp tục thờ thần El với tượng bò vàng dù không thịnh hành như trước Như các bài Thánh vịnh của David vẫn gọi Đấng Tối cao là Elohim. 

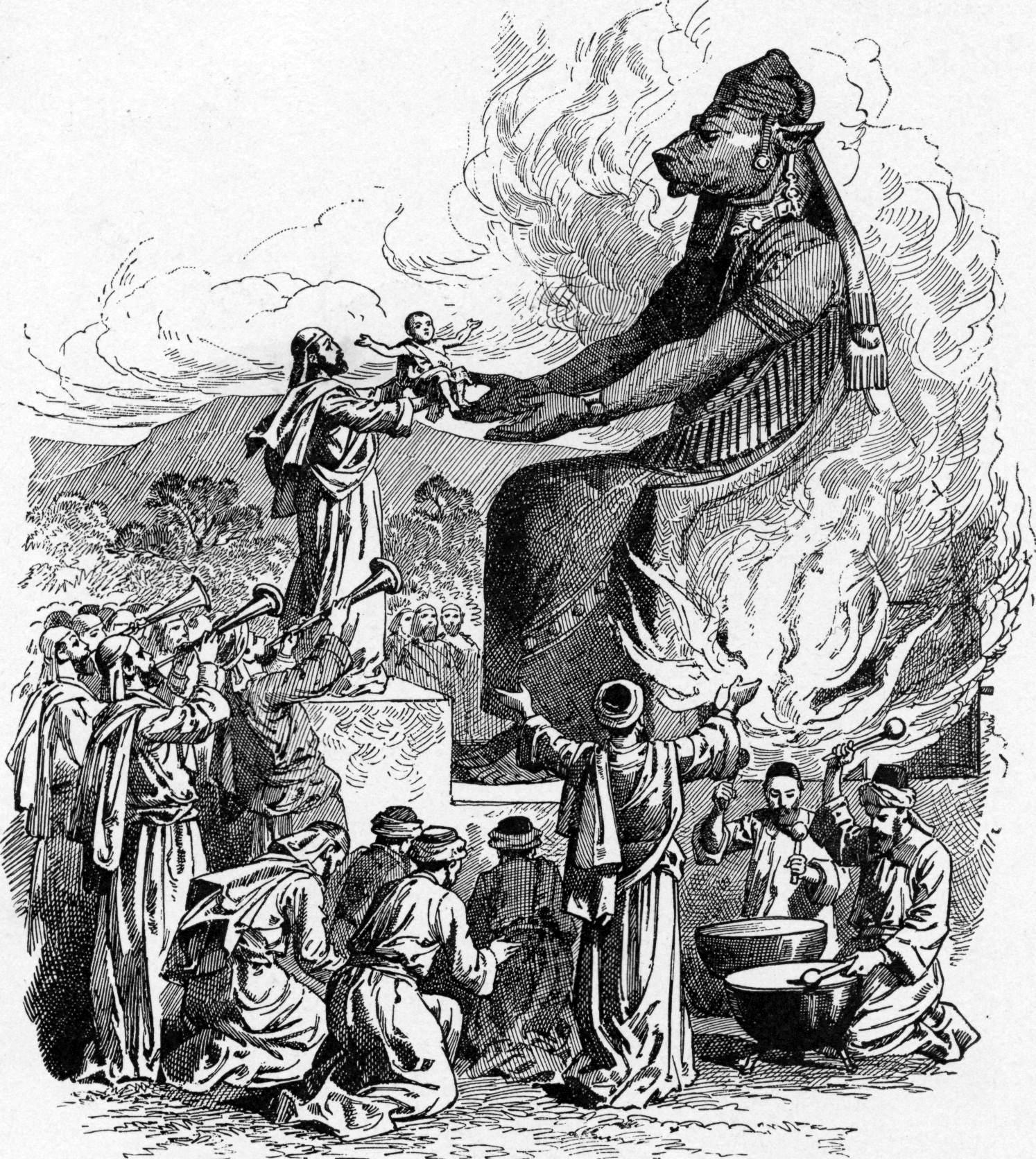
Tục hiến sinh trẻ em cho thần bò trong Kinh Thánh

Các vua David, Solomon (thế kỷ X Trước CN) vẫn dùng tượng con bò làm biểu tượng cho Jehovah (1 King 12:28 = Bull represents Jehovah). Vua Jeroboam I (thế kỷ IX Trước CN) là cháu nội của David lấp nhiều đền thờ thần El với tượng bò vàng từ thành phố Bethel đến thành phố Dan. Các sách Thánh kinh Cựu ước đã chứng tỏ Do Thái đã thờ Đấng Thượng tôn dưới hình tượng một con bò bằng vàng từ thời Abraham (2000 Trước CN) cho đến thời các vua David, Solomon (thế kỷ X Trước CN) và vua Jeroboam I (thế kỷ IX Trước CN). Cũng có thể đạo thờ bò El đã kéo dài đến đời tiên tri Ezekiel vào thế kỷ VI TCN. Như vậy, đạo thờ bò El đã tồn tại ở Do thái trong một thời gian rất dài, từ 1000 đến 1400 năm.
Trong Vương quốc Judah rất thịnh hành đạo thờ thần Molech hay thần Moloch (tiếng Do Thái: מֹלֶךְ/mōlek/Μολόχ) hay còn gọi với cái tên khác như Molech, Milcom, hay Malcam, với những biến thể như Malik, Melik, Malka, Malek, Melekh (tiếng Ả-rập: ملك; tiếng Hebrew: מֶלֶךְ) có nghĩa là Vua. Đây là một biến thể của đạo thờ bò vì tượng thần có thân hình người nhưng đầu của vị thần là đầu bò. Mỗi khi tế lễ thần Molech, nhưng vật hy sinh để dâng lễ là những đứa bé sơ sinh. Đứa bé được đặt vào hai bàn tay của thần bằng kim loại đã được đun nóng từ bên trong. Đứa bé và cha mẹ nó la thét thảm thiết nhưng tất cả đều bị át đi bởi những tiếng kèn, trống và phèn la khua lên inh ỏi.
Sau khi thịt của đứa bé đã bị nướng chín trên hai bàn tay của thần (như hai cái chảo bằng kim loại). Dân Do Thái thờ thần Molech đầu bò trong những năm từ 735 đến 575 Trước CN. Mỗi khi làm lễ tế thần ở thung lũng Hinnon thuộc ngoại ô Jerusalem họ luôn luôn giết trẻ con rồi xe thịt đem nướng chín để làm món ăn tế thần. Tục lệ tế thần bằng thịt trẻ em được mô tả trong nhiều sách Kinh thánh Cựu ước như Deut. 12:31, Kings 16:3, Jer. 7:31, Ezek. 16:21 và Chron. 28:8. Thần bò El cũng như thần bò Molech đều là những vị thần có hình tượng đầu bò và đều là những vị thần hảo máu.
Sau này, nghi lễ của đạo Công giáo do những tín lý sâu xa của nó cũng có ảnh hưởng một ít từ những nghi lễ của các đạo thờ bò của xứ Babylon, trong đó có nghi lễ tế thần bằng các trinh nữ hoặc các bé trai đầu lòng. Các nạn nhân đều bị giết và bị nướng chín để dâng lễ tế thần. Trong nghi lễ ở nhà thờ Công giáo ngày, các linh mục và giáo dân chia nhau ăn bánh thánh và uống rượu nho mà họ tin rằng đó là thịt thật và máu thật của Jesus, "Phép Bí-tích Mình Thánh Chúa" là một dấu ấn chứng tỏ Công giáo ảnh hưởng từ đạo thờ thần bò Molech trong thời sau này, dù cho tục thờ bò đã bị những Cơ đốc hữu bác bỏ (thông qua việc cấm thờ các ngẫu tượng) tuy vậy trong biểu tượng bốn hình hài thì Thánh Luca được hiện thân gắn liền với hình ảnh con bò bên cạnh ngai của Thiên Chúa.

### Hồi giáo
Cả Do Thái, Ki-tô và Hồi giáo đều có chung một ông tổ là Abraham và đều có chung nguồn gốc về tên gọi Thượng đế. Dù cho tên gọi của các đạo độc thần bề ngoài khác nhau: Elohim (אֱלֹהִים/'ĕlōhîm), Jehovah, Allah nhưng tất cả đều bắt nguồn từ thần EL. Các âm I trong tiếng Ả rập biến thành âm E trong tiếng Hebrew theo đó Il là El (אֵל) tức Bò thần. Trong ngôn ngữ Arabic, người ta không gọi Thượng đế IL (tức El) trống không mà thường thêm mạo tự Ah ở sau danh từ Il (ʾlh). Do đó, tên của Il trở thành Illah (Il+'ah'). Các âm I trong tiếng Arabic khi chuyển sang tiếng Anh, Pháp đều đổi thành A như tên của ông tổ các đạo độc thần trong ngôn ngữ Arabic là Ibrahim, khi chuyển sang tiếng Anh, Pháp đã trở thành Abraham. Do biến chuyển của ngôn ngữ, thần bò Il của Babylon đã thành Thần Elohim và Jehovah. 

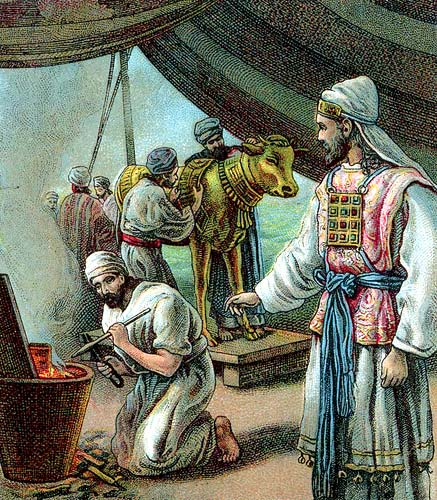
Trong đạo Hồi cũng có những câu chuyện tương tự Kinh Thánh về đạo thờ bò

Do biến chuyển ngôn ngữ, Thần bò Il thành Illah trong tiếng Ả rập và Allah trong ngôn ngữ Tây phương. Tên gọi Chân chủ là Allah có căn ngữ theo từ nguyên bắt nguồn từ Babylon. Chính cái căn ngữ này đã nối kết cả ba tôn giáo Do Thái, Ki tô và Hồi giáo. Thần Il của Babylon đã trở thành El/Elohim trong tiếng Hebrew. Những người Ki tô giáo đầu tiên đã gọi Jesus là Emmanu-El có nghĩa là "Thượng đế El ở cùng chúng ta". El trong tiếng Ả rập luôn đi theo với mạo tự "ah" trở thành Il-ah và cuối cùng khi chuyển sang Anh ngữ đã trở thành "Allah". Con bò trong Kinh Coran được gọi là Al-Baqara hay Sūrat al-Baqarah (سورة البقرة) được nhắc đến một chương dài nhất trong kinh Koran.
Chính Do Thái giáo và Ki tô giáo đã vay mượn ý niệm do sự biến thể của "Allah" là El (Il) là Chân chủ của đa thần giáo Ả-rập: "Il-ah" hoặc Allah là Chân chủ tối cao của bán đảo Ả rập Đa thần giáo. Đối với những người Babylon thì Ngài là Il và sau đó Ngài được biết đến bởi người Do Thái với tên của Ngài là El. Những người ở miền Nam bán đảo Ả rập tôn thờ Ngài dưới danh hiệu Illah và người Bedouin lại gọi ngài là Allah. Thượng đế của Do thái giáo và Ki tô giáo đã phát sinh từ sự biến dạng của Allah (Il/El) tức Thượng đế của tất cả các đạo Độc thần. Muhammad và các tín đồ Hồi giáo chấp nhận danh từ Allah để gọi Thượng đế, mặc dầu danh từ này là biến thể của tên gọi Bò Thần El, Thượng đế đã hiện thân thành một con bò đực.
Muhammad đã chỉ trích người Do Thái trong kinh Koran tại chương 4, câu 153: "Những tín đồ của các sách Kinh thánh [tức dân Do thái] đòi hỏi phải đưa cho họ một cuốn sách mang từ trên nước trời xuống, nhưng rồi họ đã tôn thờ con bò vàng thay vì thờ Thượng đế. Những người của các sách Thánh kinh (Những tín đồ của Kinh Thánh) đã thờ con bò thay vì thờ Thiên Chúa, mặc dầu Thiên Chúa đã tỏ cho biết nhiều dấu hiệu về Ngài. Nhưng Chúa đã tha thứ cho họ tội này và đã ban cho Maisen thẩm quyền cai trị". Do chuyện trên trong Cựu Ước Do Thái, Muhammad đã kết tội dân Do Thái là những kẻ thờ bò thay vì thờ Chúa. Ông tôn trọng Maisen trong việc cấm thờ ảnh tượng và ông tin là Thượng đế đã cho Maisen thẩm quyền cai trị.
Sự việc thờ phụng của con Bê Vàng được thuật lại trong Kinh Qur'an và các văn học Hồi giáo khác. Kinh Qur'an kể rằng sau khi họ từ chối đi vào vùng đất hứa, Thiên Chúa đã ấn định rằng đó là hình phạt mà người Do Thái sẽ phải lang thang trong 40 năm. Trong thời gian này, Môise đã hướng dẫn người Israel rằng Aaron (Harun) đã dẫn dắt họ. Dân Do Thái đã trở nên bồn chồn, vì Môi-se đã không trở lại với họ, và sau ba mươi ngày, người Qur'an tên Samiri đã gây nghi ngờ trong người Do Thái. Samiri tuyên bố rằng Môise đã lìa bỏ dân Do Thái và ra lệnh cho những người theo ông trong số người Do Thái đốt lửa và mang cho ông tất cả đồ trang sức và đồ trang sức bằng vàng mà họ có Samiri đã biến vàng thành một con bê vàng cùng với bụi mà thiên sứ Gabriel đã cướp đoạt, mà ông tuyên bố là Thiên Chúa của Môise và Thiên Chúa đã dẫn họ ra khỏi Ai Cập.
Có một sự tương phản rõ nét giữa Kinh Koran và các sách Kinh thánh về hành động của tiên tri A-rôn. Kinh Qur'an đề cập đến việc A-ron đã cố gắng hướng dẫn và cảnh báo mọi người thờ phụng Bê vàng. Tuy nhiên, người Do Thái từ chối ngừng lại cho đến khi Môi-Se đã trở lại. Thiên Chúa đã báo tin cho Moses rằng Ngài đã thử những người Do thái khi ông vắng mặt và họ đã thất bại bằng cách thờ cúng con Bê vàng. Trở lại với dân Do Thái trong cơn nóng giận dữ dội, Môi-se hỏi A-rôn rằng tại sao ông không ngăn cản người Do Thái khi ông nhìn thấy họ thờ cúng con Bê vàng.
Kinh Qur'an cho biết Aaron đã nói rằng anh ta đã không hành động vì sợ rằng Moses sẽ đổ lỗi cho anh ta vì đã gây chia rẽ trong số các người Do Thái. Moses nhận ra tình trạng bất lực của mình trong tình hình, và cả hai đều cầu nguyện với Chúa để được tha thứ (Kinh Koran 7: 150-151). Sau đó, Moses đã thẩm vấn Samiri về việc tạo ra con bê vàng. Samiri biện minh cho hành động của mình bằng cách đổ hô cho Gabriel đã gợi ý nó với ông. Moses thông báo với ông rằng ông sẽ bị trục xuất và họ sẽ đốt con bê vàng và quang tro bụi của nó xuống biển. Môi-se đã ra lệnh cho bảy mươi vị đại diện để ăn năn với Chúa và cầu nguyện cho sự tha thứ Đoàn lê dân đi cùng với Môsê đến Núi Sinai, nơi họ chứng kiến sự giao ước giữa ông và Đức Chúa Trời, nhưng không chịu tin cho đến khi họ chứng kiến trước mặt Đức Chúa Trời.
Vì là một hình phạt nên Hồi giáo cho rằng Thiên Chúa đã tấn công các đại biểu bằng sét đánh và giết họ bằng một trận động đất mạnh. Môi-se cầu nguyện với Đức Chúa Trời vì sự tha thứ của họ. Đức Chúa Trời tha thứ và phục sinh họ và họ tiếp tục hành trình. Theo quan điểm Hồi giáo, tội lỗi của những người thờ bò đã trốn tránh (tiếng Ả Rập: شرك) tội lỗi của sự thờ hình tượng, ngẫu tượng hoặc chủ nghĩa đa thần. Điều này không phù hợp với sự chỉ dẫn của Thượng đế (Thánh Allah) thông qua những dấu hiệu của mình và do đó, tục thờ bò thời cổ xưa cũng đã được đạo Hồi bác bỏ vì không còn phù hợp với giáo lý của mình là chỉ thờ duy nhất vị Chân chủ Allah.

## Ấn Độ
Trong văn hóa của người Ấn Độ, bò là loài vật thiêng liêng, được tôn thờ như những vị thần, bò là linh vật ở Ấn Độ. Biểu tượng bò liên quan đến các vị thần. Sự tôn thờ bò trong văn hóa Ấn Độ còn lan truyền đến khu vực Đông Nam Á nơi ảnh hưởng đậm nét của Ấn Giáo.

### Quan niệm

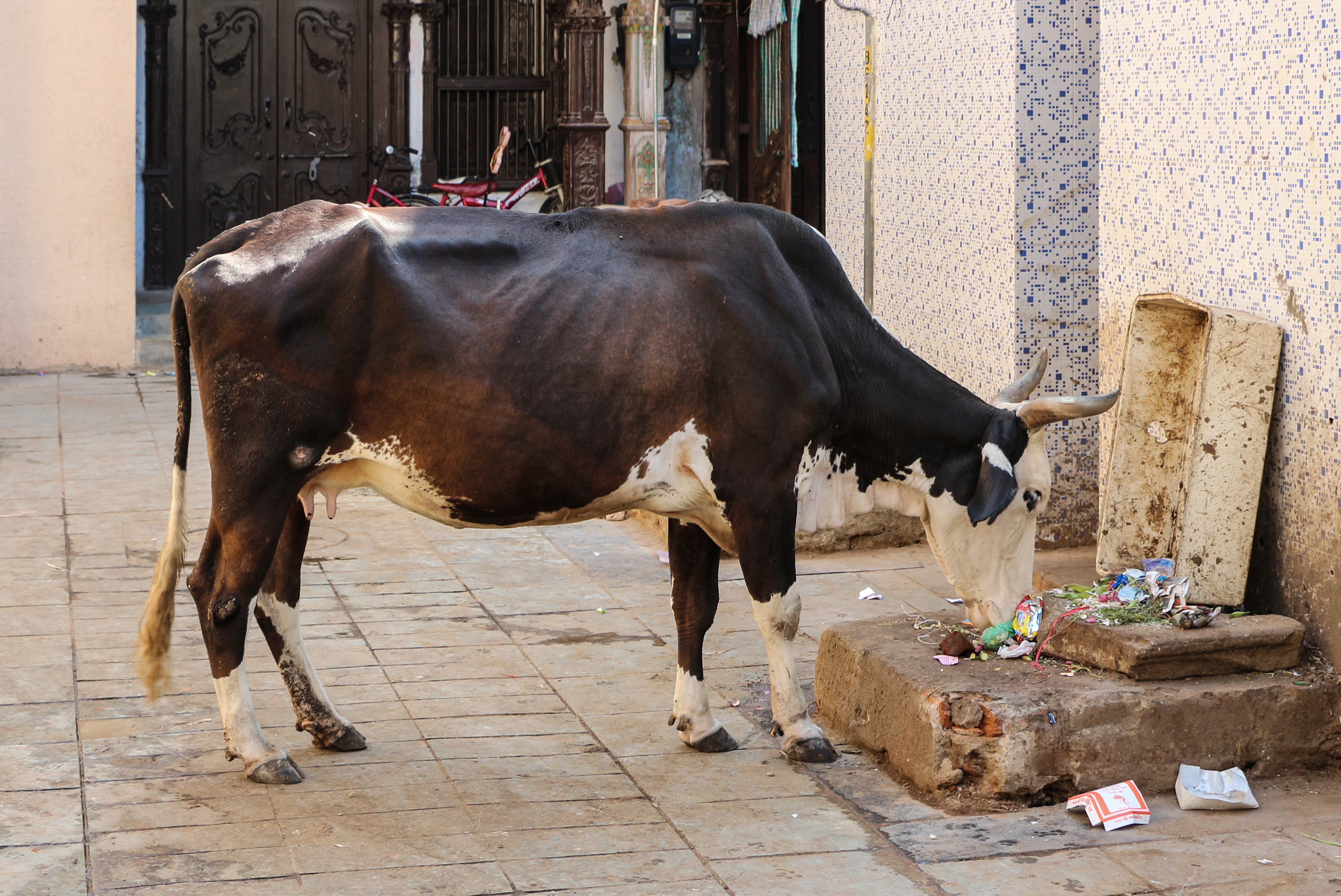
Một con bò được xưng là bò thần ở Ahmedabad

Trong văn hóa của Ấn Độ, hình tượng con bò được khắc họa một cách rõ nét và gắn liền với tín ngưỡng thờ phụng của nhân dân Ấn Độ ở nhiều hệ phái tôn giáo khác nhau. Tất cả đều xuất phát từ sự gần gũi và tầm quan trọng của loài vật này trong đời sống xã hội của con người. Bò là một trong những vật nuôi phổ biến nhất ở Ấn Độ, con bò cung cấp sữa tươi, chuyên chở và còn có tác dụng chữa bệnh và kinh tế, nó được người Ấn Độ theo Hindu giáo, Bà la môn giáo tôn thờ cho đến tận ngày nay.
Chính bởi tầm quan trong bậc nhất đó mà con bò được coi là một trong những con vật thiêng tại Ấn Độ. Con bò đã để lại dấu ấn sâu đậm trong đời sống tâm linh của người Ấn Độ. Với những người Ấn Âu di cư đến vùng đất Ấn Độ từ thời cổ đại và làm nghề nông thì bò là thành viên gắn bó của gia đình. Bò trở thành con vật thiêng vì nó cung cấp những thứ thiết yếu cho lễ cúng tế của giáo sĩ Bà La Môn và dân chúng, nhất là sữa và sản phẩm từ sữa bò, mà ngày nay còn là nước tiểu bò và phân của bò.
Con bò có thể cày bừa, chuyên chở, kéo xe và thậm chí cung cấp lương thực. Bò được xem là con vật linh thiêng vì nó cung cấp thức ăn và phương tiện lao động cho con người. Bò cung cấp cho họ sữa, các sản phẩm từ sữa và những thứ thiết yếu như dầu đốt đèn (từ bơ) và phân bón, sản phẩm lại sữa được sử dụng rộng rãi trong văn hóa Hindu là một trong những thành phần dinh dưỡng thiết yếu của bữa ăn của người Hindu, họ còn cho rằng phân bò là thứ sạch sẽ, có thể dùng vào việc tẩy uế, ở nhiều vùng nông thôn, công việc dọn dẹp vệ sinh đầu tiên của buổi sáng là dùng phân bò khô kỳ cọ lối vào nhà, nhưng ông bố lấy phân bôi lên mặt con để được may mắn hơn như những gì mà họ tin tưởng.

### Hindu giáo

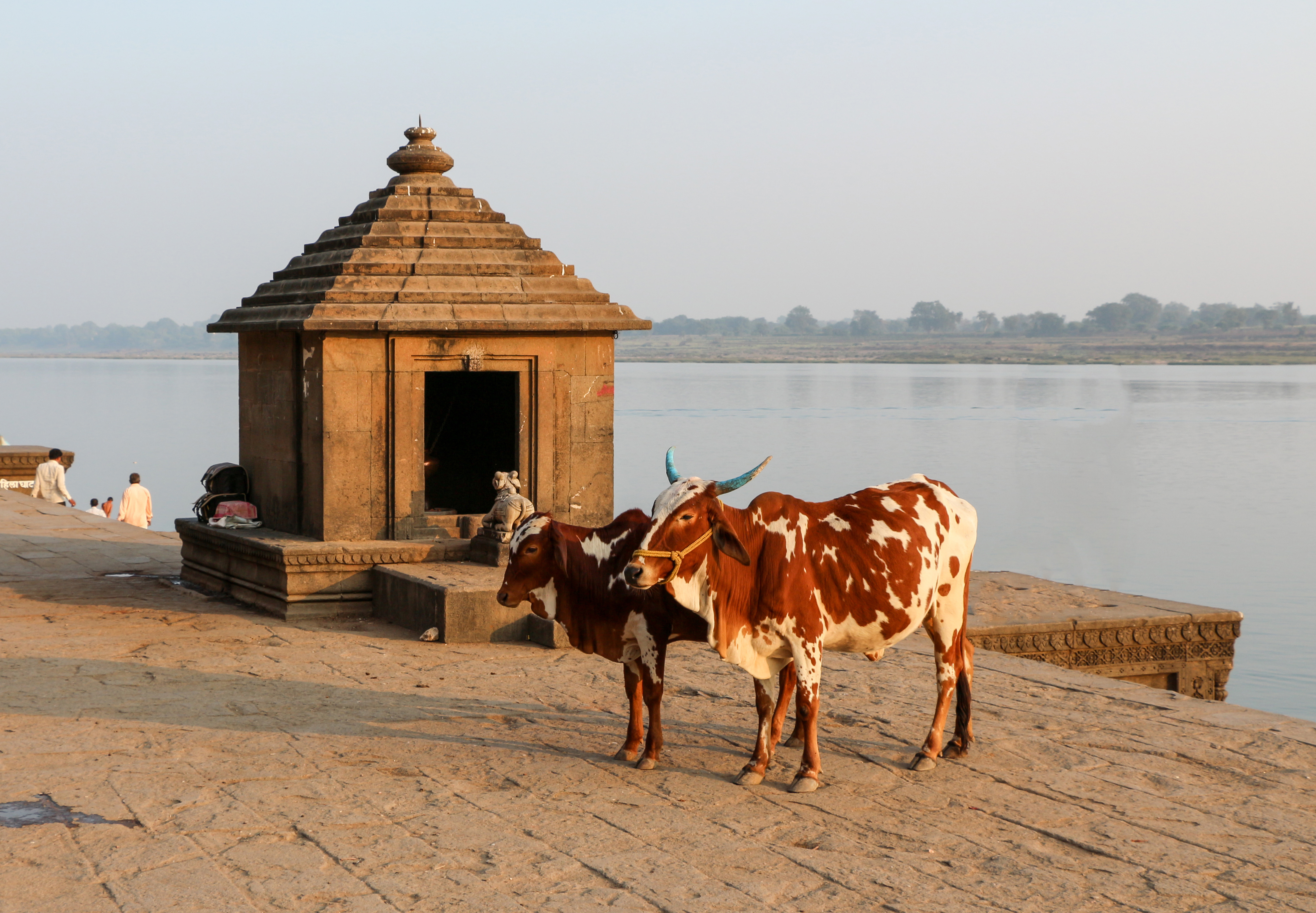
Bò đứng trước đền thờ ở Ấn Độ

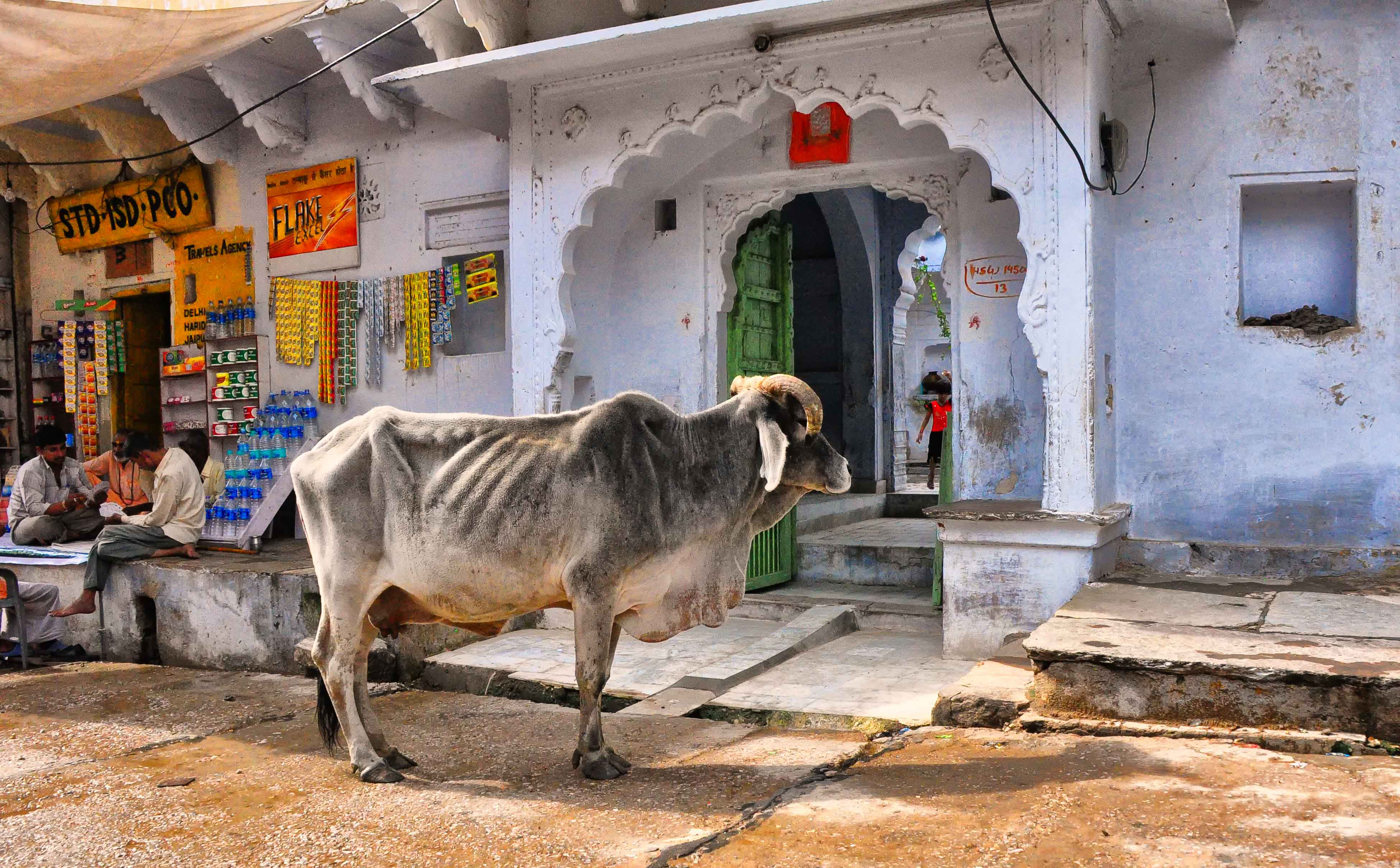
Một con bò trắng được coi là thần thánh

Với cộng đồng theo đạo Hindu, những tín đồ Bà La Môn giáo thờ con bò, người theo đạo Bàlamôn tôn thờ con bò như đấng thiêng liêng của mình, họ không ăn thịt bò, thậm chí còn ví vẻ đẹp đôi mắt của thiếu nữ như mắt bò cái, từ xa xưa cộng đồng người ở đây đã lấy con bò làm tổ tiên của mình. Người Hindu coi bò là linh vật, nhưng trâu thì không. Nhiều nước xem thịt bò là thực phẩm số một còn Ấn Độ thì ngược lại, không ai dám ăn. Ăn thịt bò là phạm thượng, khi thần, họ chỉ dám dùng chất thải của thần bò Nandin là nước tiểu bò và phân bò để chữa bá bệnh, từ cảm mạo đến ung thư. Một số yếu tố khác dẫn đến việc tôn bò là vật thiêng là kinh Veda có sử dụng hình ảnh của bò, nhắc việc giáo sĩ Bà La Môn cấm giết bò và khi người Hồi giáo và người Mông Cổ đến xâm lược, biểu tượng bảo vệ bò được đưa ra nhằm khẳng định tình đoàn kết giữa các tôn giáo bản địa.
Trong văn hóa của người Ấn Độ, bò là loài vật thiêng liêng, được tôn thờ như những vị thần, nhất là với cộng đồng theo đạo Hindu. Người Hindu và Ấn Độ không ăn thịt bò vì họ xem chúng như đấng thiêng liêng, bởi bò mộng Nandi vốn là con vật cưỡi của thần Shiva. Người Ấn Độ kiêng ăn thịt bò, tuy nhiên sữa bò vẫn được sử dụng, thay vì ăn thịt bò thì sử dụng hình ảnh của nó để tăng cường vận may trong nhà. Con bò trong tang lễ của người Ấn Độ cũng có vai trò quan trọng. Trong tang lễ của người Ấn và những dân tộc Ấn hóa, con bò xuất hiện như một phương tiện để dẫn lối cho người đang hấp hối lên thiên đường.
Kinh Ấn Độ giáo dạy rằng loài bò cái là tặng vật của Thượng đế dành cho loài người. Loài bò cái biểu trưng cho Đức mẹ thần thánh cứu sống loài người (gau mata). Bò cái sinh ra bò đực để giúp việc kéo cày, sữa bò cái có giá trị dinh dưỡng cao và được dùng làm sữa chua và bơ, nước thải bò cái có chứa tinh chất dùng làm thuốc cổ truyền của Ấn Độ, chất thải bò cái được dùng làm nhiên liệu. Con vật thiêng phải là bò cho sữa (bò cái). Bò đực chỉ liên quan ở chỗ con bò Nandi đã là phương tiện giao thông của thần Shiva. Nhưng bò đực, nếu không dùng để làm sức kéo ở một số vùng nông thôn thì chỉ là con vật vô dụng, lang thang khắp nơi.
Trong văn học Veda, bò biểu trưng cho sự phong phú và khả năng sinh sản vì con bò trong niềm tin của người Ấn Độ tượng trưng cho cả mặt đất và bầu trời. Trong Kinh Veda, cụ thể hơn là trong Rig Veda con bò được nâng lên thiên tính. Trong Atharva Veda (Sách X, Hymn X), con bò được chính thức chỉ định là Vishnu. Chính bởi vậy mà con bò được ca ngợi với những lời lẽ hết sức tốt đẹp và thành kính. Trong Kinh Veda cũng đã có những quy định hết sức nghiêm ngặt về việc cấm giết mổ bò, cho đến nay, bò được coi là một con vật thiêng liêng và việc giết mổ bò ở Ấn Độ là chủ đề gây chia rẽ sâu sắc giữa cộng đồng Ấn giáo và Hồi giáo.
Vì đây là con vật được coi là thiêng liêng nhất trong các con vật thuộc Ấn Độ giáo nên tất cả các phần của cơ thể của một con bò đều mang ý nghĩa tôn giáo. Bốn chân của nó tượng trưng cho bốn Kinh Veda, và núm vú của nó tượng trưng cho bốn Purusharthas (luật pháp, Artha: sự giàu có, Kama: ham muốn, và Moksha: giải thoát). Sừng của nó tượng trưng cho các vị thần, khuôn mặt của nó tượng trưng cho mặt trời và mặt trăng, vai tượng trưng cho thần lửa Agni, và chân của nó tượng trưng cho dãy Himalaya hùng tráng.
Thần bò được thần Brahma tạo ra cùng lúc với đẳng cấp Bà La Môn. Trong khi các giáo sĩ Bà La Môn đọc kinh Veda, thần bò lấy sữa của mình tạo ra bơ tinh khiết, dùng cho việc đốt lửa cúng tế. Sau thời đại Sử thi, việc tế sinh giảm dần vì người theo đạo Hindu chuyển sang ăn chay do ảnh hưởng của đạo Phật và đạo Jain, đặc biệt là đối với tầng lớp giáo sĩ Bà La Môn và bình dân tự do. Thần Shiva Bò Nandi là vật cưỡi của thần Shiva, được cho rắng có khả năng truyền ý nghĩ cho thần Shiva. Người Ấn Độ tôn sùng và suy tôn bò thành thần bò Nandi là con vật cưỡi của vị thần Siva và xây dựng nhiều ngôi đền để thờ loài vật này. 

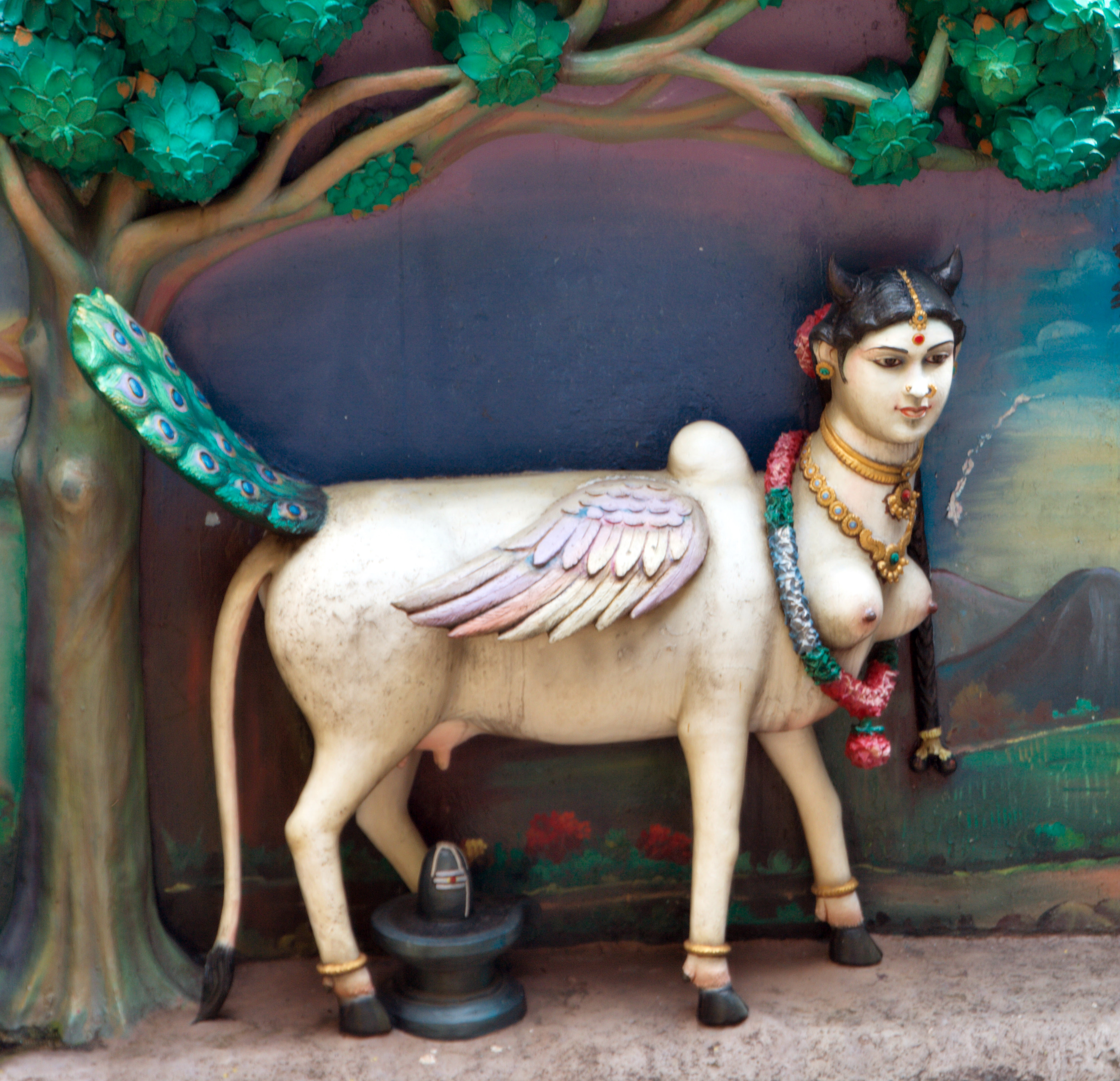
Tượng nữ thần bò Kamadhenu.

Thần Krishna được cho là hóa thân thứ tám của thần Vishnu được biết đến với hình tượng một đứa bé chăn bò hay thổi sáo. Huyền thoại Krishna liên hệ chặt chẽ đến việc tôn sùng bò. Có nhiều câu chuyện trong Mahabharata cũng đề cập đến nhiều câu chuyện của Krishna trong việc chăm sóc và nuôi dưỡng đàn bò trong suốt thời niên thiếu. Trong thần thoại, Kamdhenu là Thần Bò, được thần Krisna (kiếp thứ 8 của Visnu) chăn dắt, suốt đời đi theo Krisna.
Trong Srimad Bhagavatam có ghi lại lời của chúa Krishna: "Ta tôn thờ bò bằng cách cung cấp cho chúng cỏ, ngũ cốc và các vật dụng đem lại niềm vui, sức khỏe chi những con bò". Trong kinh điển của người Ấn Độ, con bò và chúa Krishna được gắn liền với nhau trong sự đề cao và ca ngợi: "Bề ngoài, Ngài là một cậu bé chăn bò nhưng Ngài nắm trong tay toàn bộ sức mạnh để kiểm soát vũ trụ. Chúng ta tôn sùng vị chúa tể nắm giữ vị trí khiêm tốn vua của loài bò".
Theo tín ngưỡng Hindu, bò (cái) được coi là con vật thiêng, là biểu tượng của Mẹ-Trái Đất. Bò được coi là Gaumata (Mẹ Bò), rồi Aditi (Mẹ của Các Thần). Việc phái Vaishna (tín đồ theo Vishnu) nổi lên trong đẳng cấp trung lưu sung túc và đẳng cấp thấp (thể hiện qua nhân vật Krishna chăn bò) giúp củng cố sự tôn vinh bò về mặt tôn giáo. Thần Kamadhenu được quan niệm là do thần Brama tạo ra đồng thời với đẳng cấp Bà la môn và được coi là mẹ của hầu hết các thần.
Sự ra đời của thần Ganesha (thần Voi) có liên quan đến hình tượng con bò, đó chính là bò thần Nandi tương truyền Khi nghe giọng nói của trời, thần Shiva gọi Nandin đến và trao cho nó nhiệm vụ đó. Nandin lang thang khắp ba vũ trụ rồi đến Amaravati nơi trông thấy Airavata, con voi của Indra với cái đầu hướng về phía bắc. Một cuộc chiến giữa Nandin (tôi tớ của Shiva) và con voi, đạo quân của Indra. Cuối cùng, Nandin hùng mạnh đã chiến thắng, đem đầu voi Airavata về cho thần Shiva, thần Shiva vui mừng ôm hôn Nandin và đặt cái đầu voi lên giữa hai vai của con ngài.
Đối với người Chăm ở Việt Nam, do ảnh hưởng của đạo Hindu, họ cũng thần tượng con bò đực (Nandin) người Chăm gọi còn gọi là Limoaw Kapil một cách thánh thiêng. Bò Nandin có vai trò rất quan trọng không những trong kiến trúc, điêu khắc mà còn trong đời sống tâm linh tín ngưỡng tôn giáo của người Chăm mà ở bất kì địa vị nào trong xã hội, quý tộc, tu sĩ, thường dân. Tầng lớp Sudra (nô lệ) khi chết đều hỏa táng đều có hình tượng bò Nandin trong dàn hỏa táng và nó đã đi vào đời thường của từng con người Champa xưa cũng như người Chăm hiện nay. Trong đám tang của người Chăm Bà La Môn bò Nandin thường được làm biểu tượng "Heng" mà Chăm gọi là Limoaw Kapil. Limoaw Kapil là một trong những biểu tượng được vẽ đầu tiên và dán trên nhà hỏa táng và đòn khiêng.

### Biểu hiện

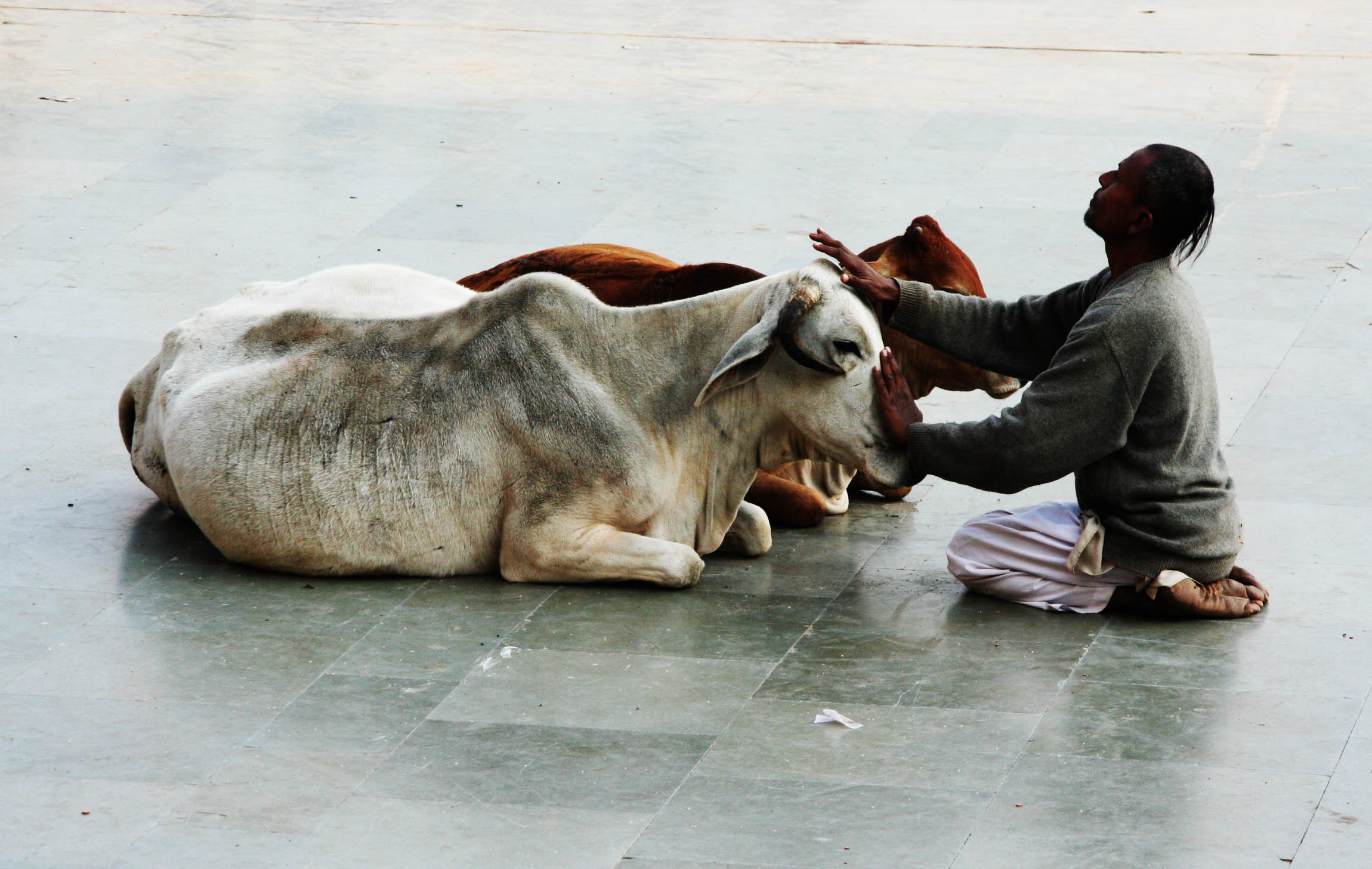
Bò và người tương linh qua cử chỉ thần bí ở Ấn Độ

Ấn Độ là đất thánh của bò, khắp hang cùng ngõ hẻm, từ thủ đô đến từng hộ gia đình, bò thân thiết như thành viên trong nhà. Khác với khỉ quậy phá, quạ ồn ào, bò đủng đỉnh, sống chậm và vô lo như người dân Ấn. Có bò được mặc áo, có nhà cửa, bình thường chúng sống tự do, ăn ngủ, xả thải đâu cũng được. Bò ở Ấn Độ khi ra đường ai cũng phải nhường đường, nhường chỗ. Bò cũng là nguyên nhân của vô số nạn kẹt xe khi nổi hứng nằm ngang giữa đường. Ở Ấn Độ, nếu đụng chết một con bò, sẽ bị kết tội giết người, ở Katmandu, bò đi tự do trên phố đụng chết bò sẽ bị phạt tù về tội giết người.
Trên một góc đường hay trong một con ngõ nào đó, riêng biệt là những con bò được hiên ngang đi lang thang trên mọi ngõ phố, ngóc ngách với số lượng nhiều và chạm mặt liên tục. Đó là những con bò từ các trang trại nuôi bò lấy sữa đã về già. Khi một con bò sữa về già, chúng được thả cho đi lang thang ở bên ngoài trang trại bởi nơi đây không tồn tại thị trường thịt bò. Người nước ngoài đến Ấn Độ luôn thấy bò thả rông trên đường phố, có khi làm cản trở giao thông, bò xông vào quấy nhiễu những quầy hoa quả và hàng quán nhưng bò là con vật được bảo vệ.
Tín đồ đạo Hindu không những kiêng ăn thịt bò mà còn không dùng những đồ dùng làm bằng da bò, du khách không được ăn thịt bò khi đi du lịch Ấn Độ, việc tặng một món quà làm từ da bò là điều cấm kỵ, không nên mang theo bất kỳ một chiếc túi nào theo kiểu da bò vì phạm vào tín ngưỡng của người dân nước này, tránh mang những món hàng làm từ da thuộc. Việc ăn uống thực phẩm từ bò hay mặc quần áo có màu lông bò đều là điều tối kỵ nhưng sử dụng sữa bò thì có thể. Đừng bao giờ đuổi hay chọc giận một con bò trên đường phố. 

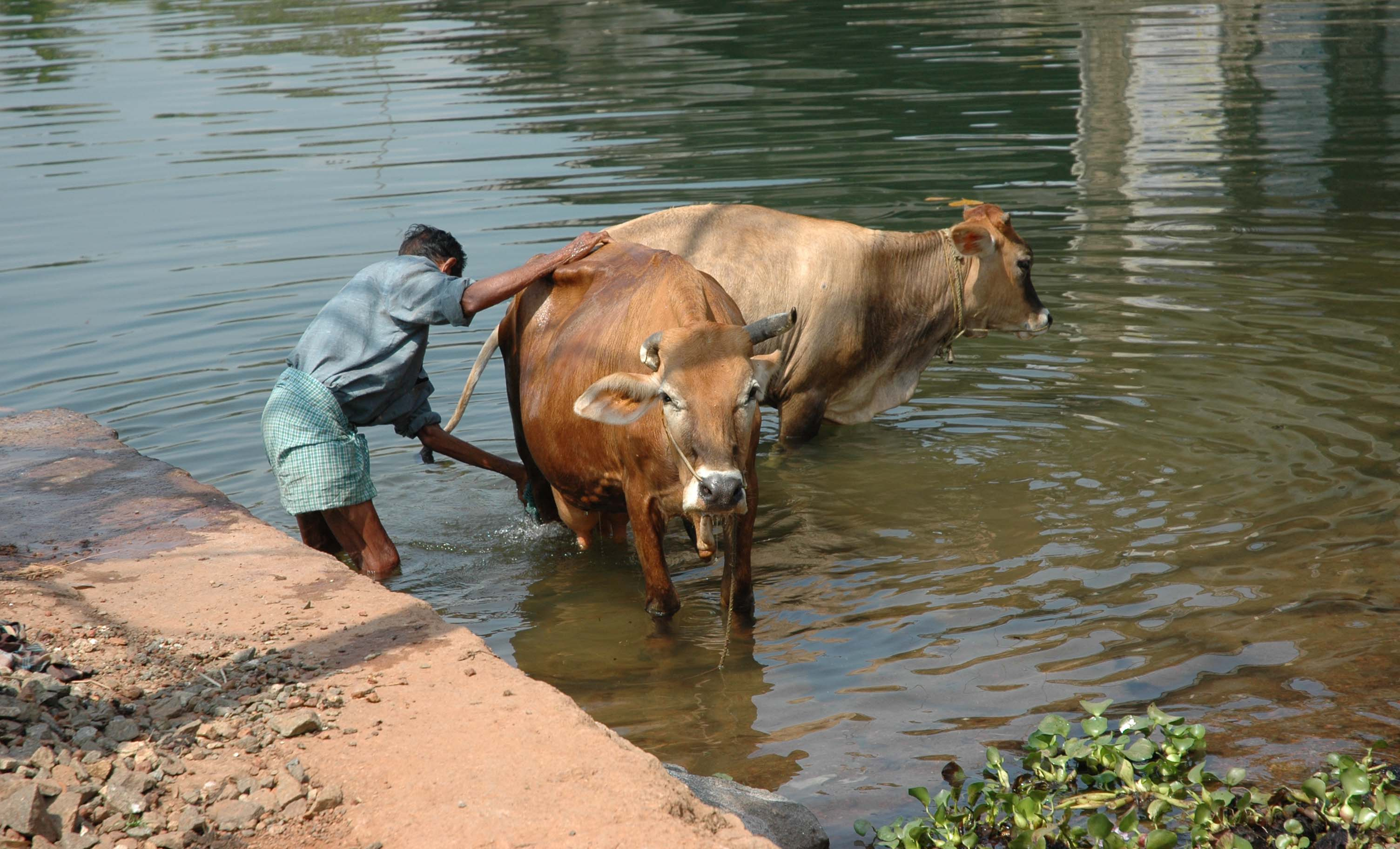
Theo tâm niệm của người Ấn Độ thì chăm sóc tốt cho bò là cách lấy lòng các thần linh

Nhiều tín đồ Hindu coi bò là biểu tượng sống của tín ngưỡng mà họ tôn thờ. Tượng thờ Bò được xây dựng trên khắp đất nước Ấn Độ. Ngôi đền Dodda Basavana Gudi được cho là ngôi đền lớn nhất thờ vị thần bò Nandi trên thế giới. Ở trong ngôi tháp chính, có một ngôi tháp lớn, tương truyền trong đó có đặt một bức tượng bằng bảo thạch màu xanh rất linh thiêng. Đó là tượng thờ con bò thần. Hình ảnh bò ước thường đặt trên một cái đế có nhiều đồng tiền. Các tổ chức từ thiện của người Hindu điều hành các "Gaushala" (trung tâm bảo vệ bò) ở nhiều thành phố. Họ đưa những con bò lang thang tới Gaushala để chăm sóc.
Với nhiều tín đồ Hindu, cho bò ăn là một cách để lấy lòng thánh thần và biến ước nguyện thành sự thật. Nếu người nào muốn hạnh phúc, họ thường nắm đuôi con bò rồi để nó chạm vào đầu. "Hare Krishna, Hare Krishna" là câu khấn của phụ nữ, khấn như vậy khi họ cho một con bò ăn đậu lăng ngâm và lá xanh trong một Gaushala. Câu khấn có nghĩa là "Thần Krishna", một vị thần nổi tiếng trong đạo Hindu, cầu khấn thần linh khi cho những con bò ăn đậu lăng ngâm nước và lá xanh. Khi họ cuối xuống để tỏ lòng thành kính, một người nắm đuôi con bò rồi để nó chạm vào đầu. Đó là cách để cầu thánh thần ban phúc.
Từng có ghi nhận về con Bê ba mắt được tôn thờ như thánh thần ở Ấn Độ. Một con bê kì lạ chào đời với thêm một con mắt giữa trán tại ngôi làng Kolathur, bang Tamil Nadu. Nhiều người đổ xô về ngôi làng cầu nguyện vì họ quan niệm chú bê là hiện thân của thần Shiva. Đối với người dân ngôi làng, sự hiện diện của chú bê là một phép màu mà thần thánh mang xuống để ban sự may mắn cho tất cả mọi người. Trong một trường hợp khác, có một con bò có 6 chân cũng được tôn là thánh thần khi một con bò sinh ra ở Solapur, Maharastra của Ấn Độ với cặp chân thừa trên cổ nhưng thay vì kinh sợ thì nó lại được xem là vị thánh đem đến may mắn cho mọi người. Rất nhiều người không quản ngại đường sá xa xôi đến đây để cầu may gần con bò này. Họ đến xem, chạm vào cặp chân may mắn và thể hiện lòng kính trọng bằng tiền quyên góp.
Một số hình ảnh những con bò lang thang trên phố ở Ấn Độ

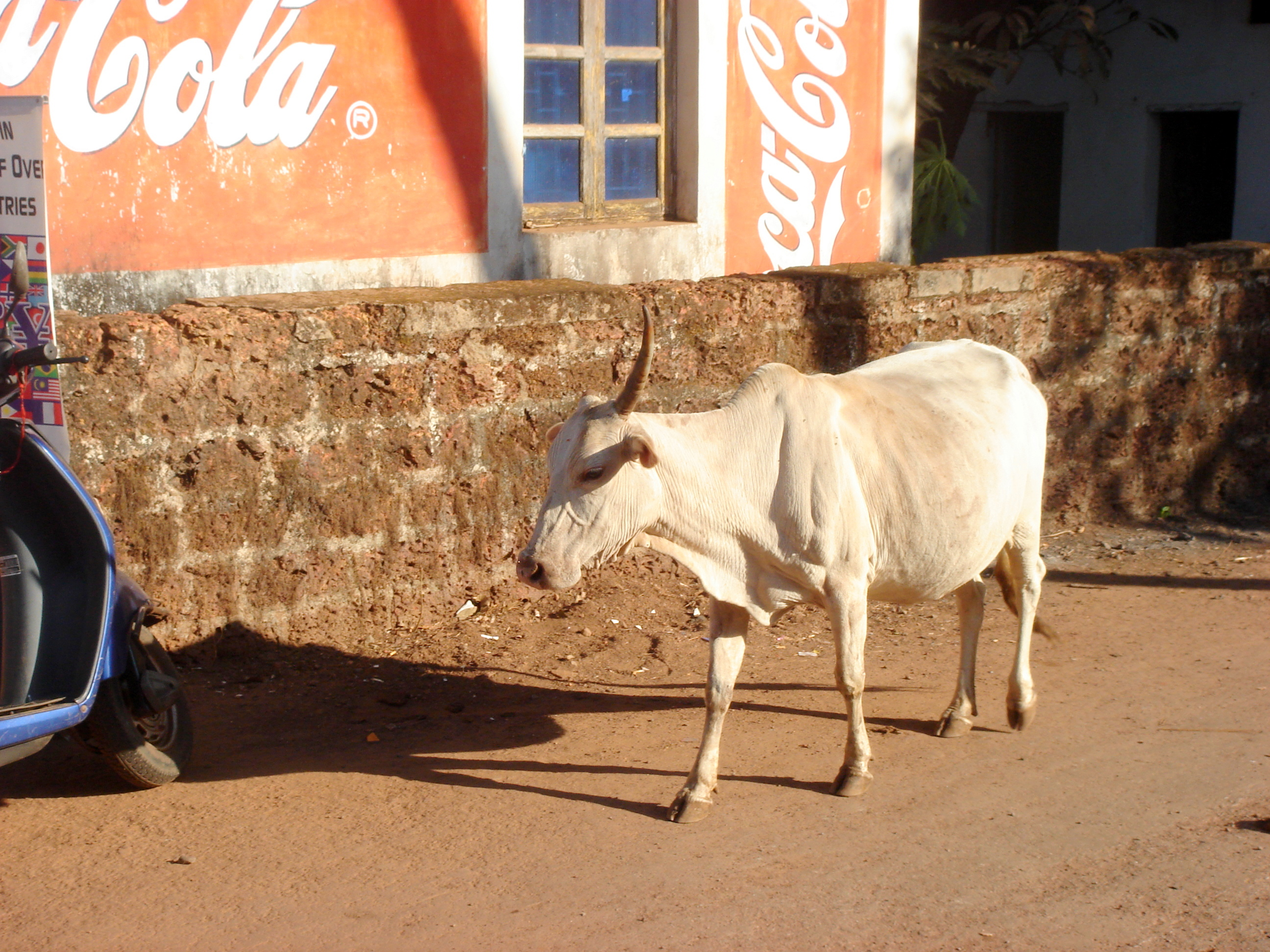
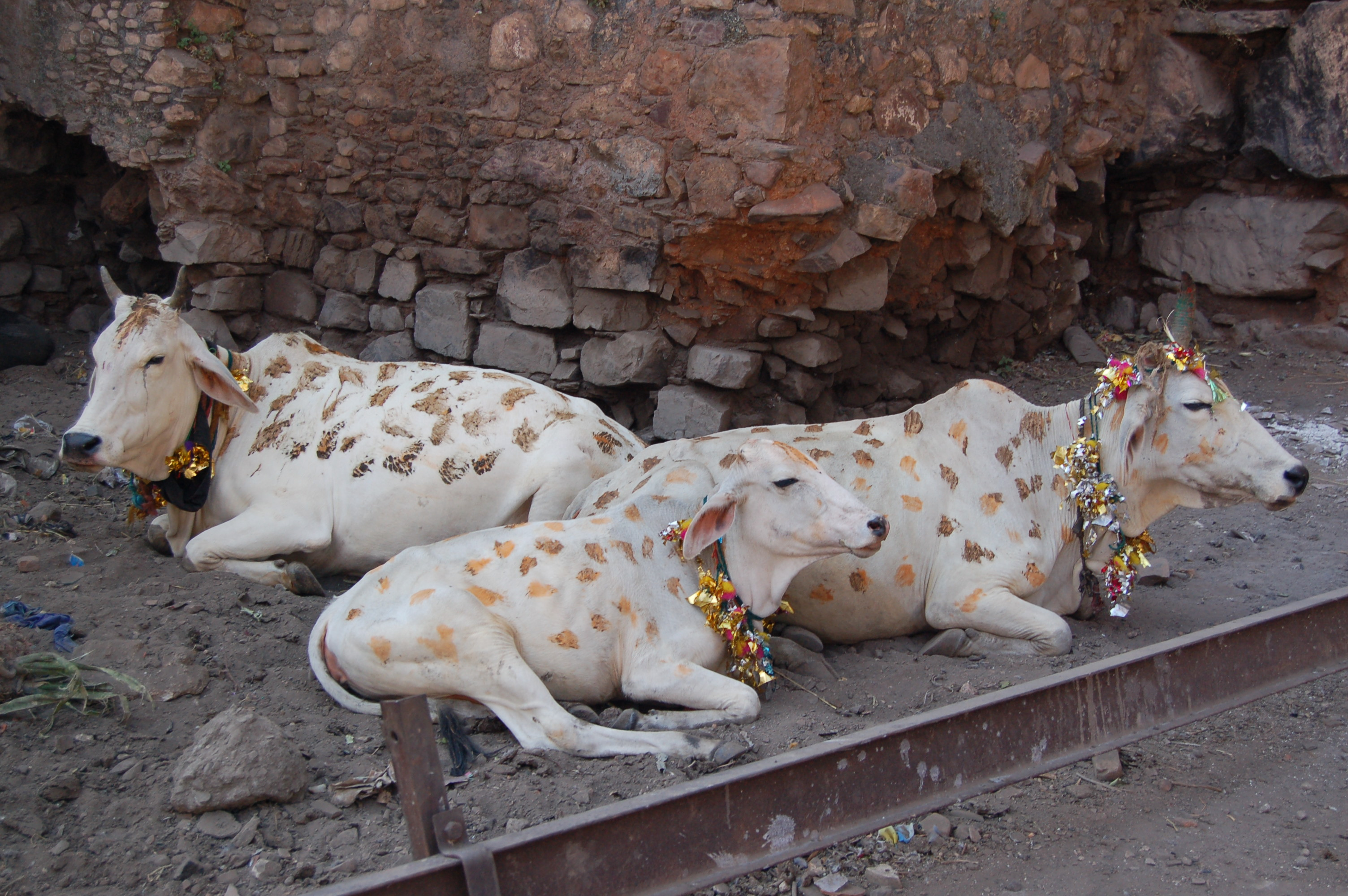
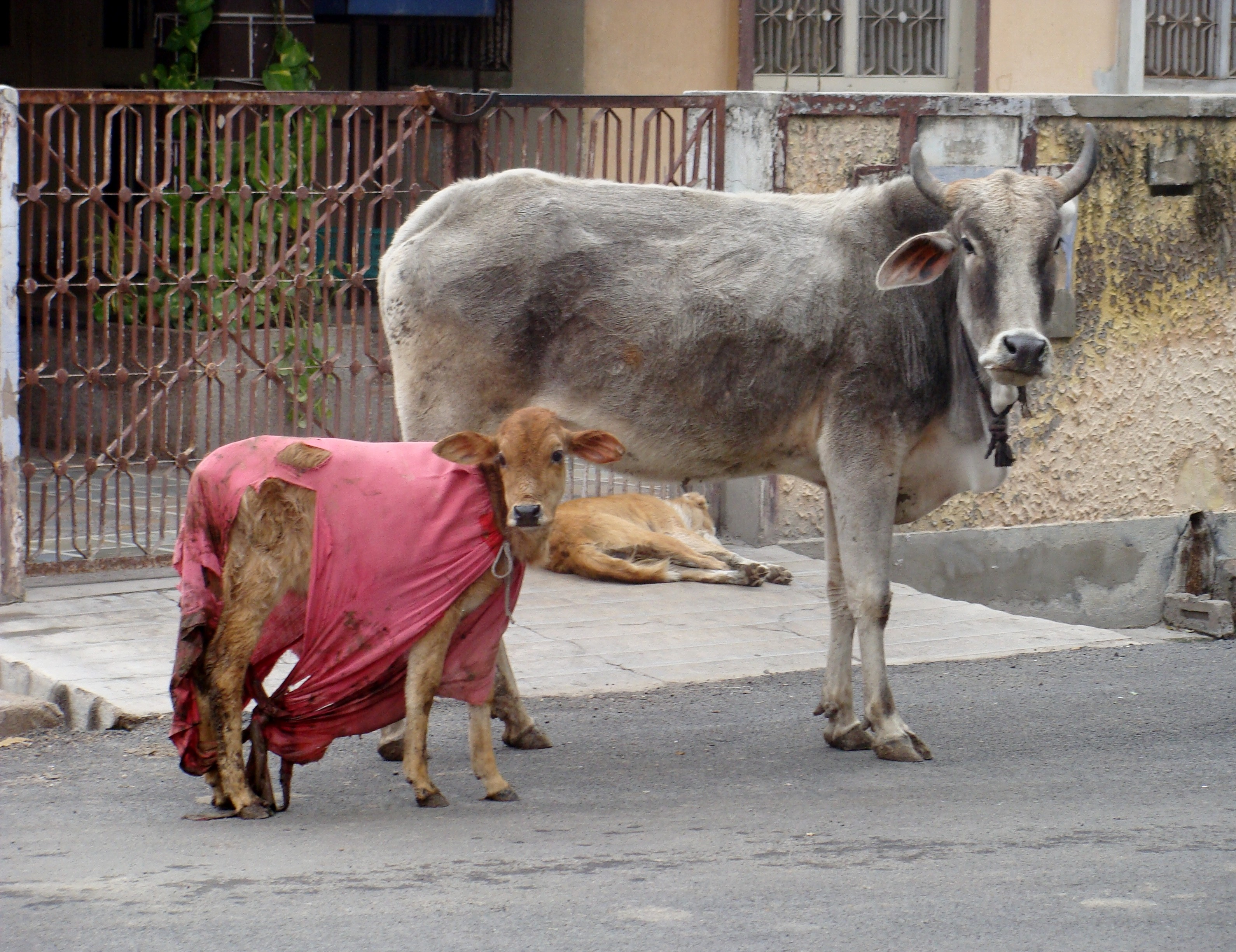
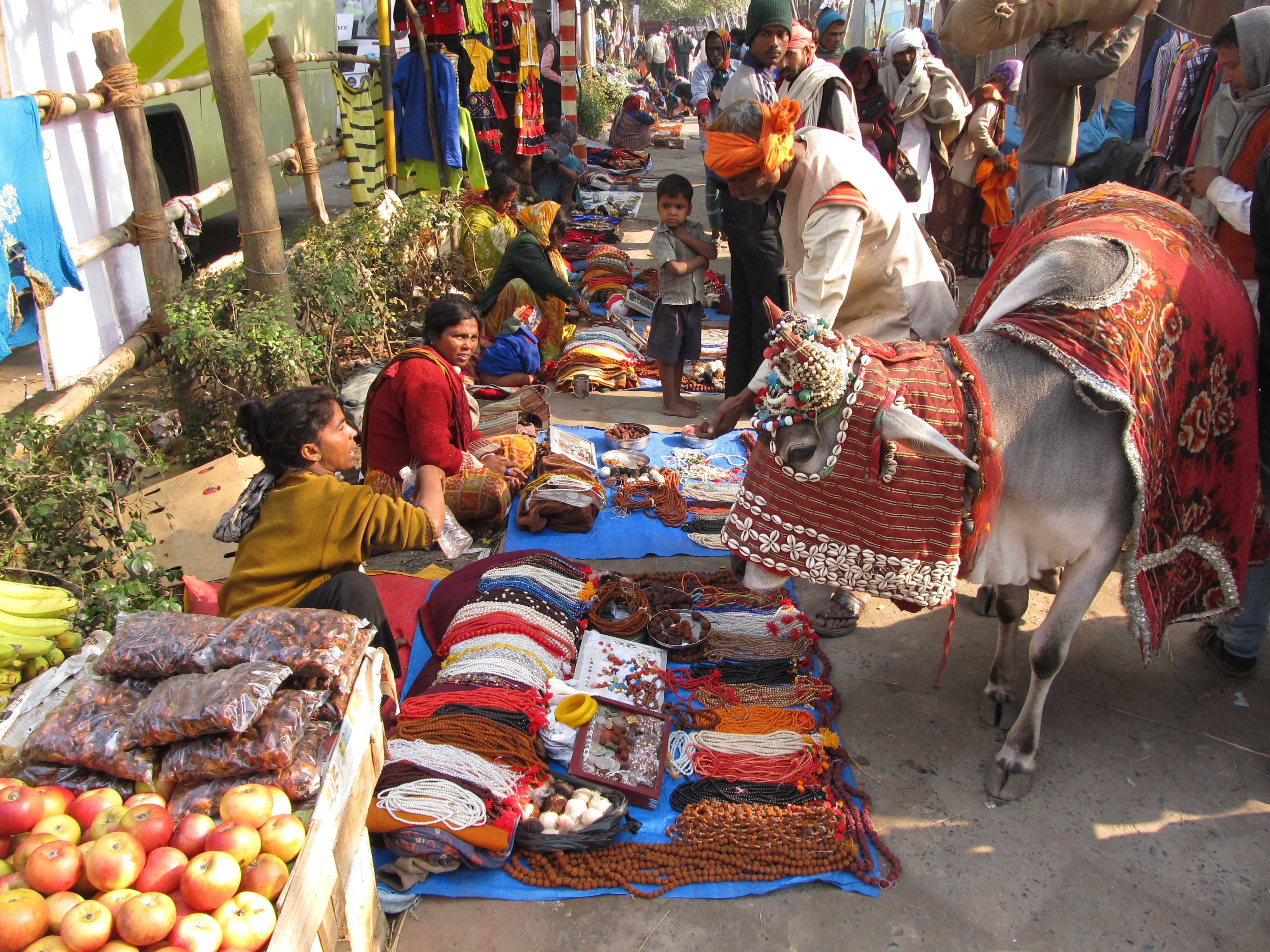
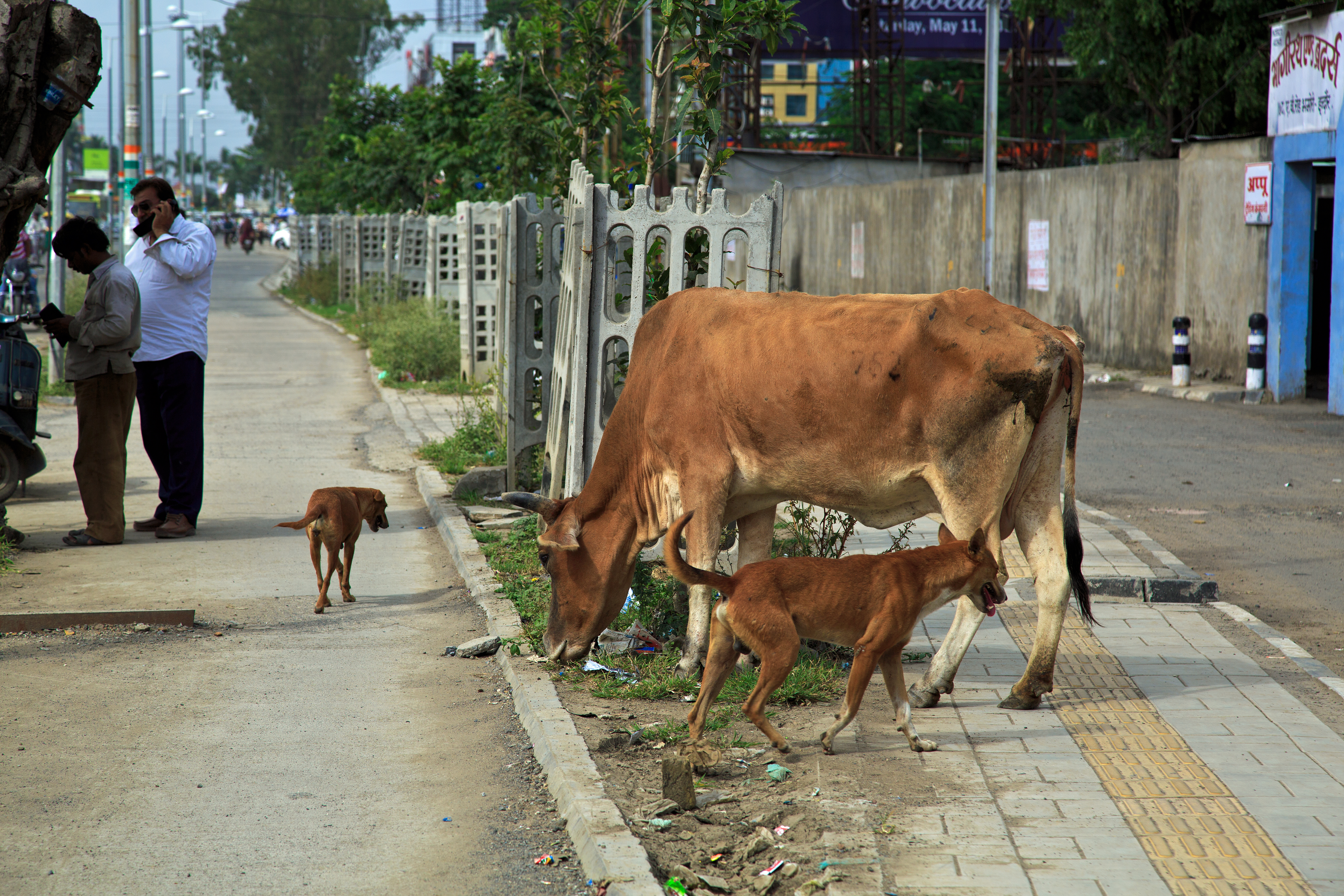
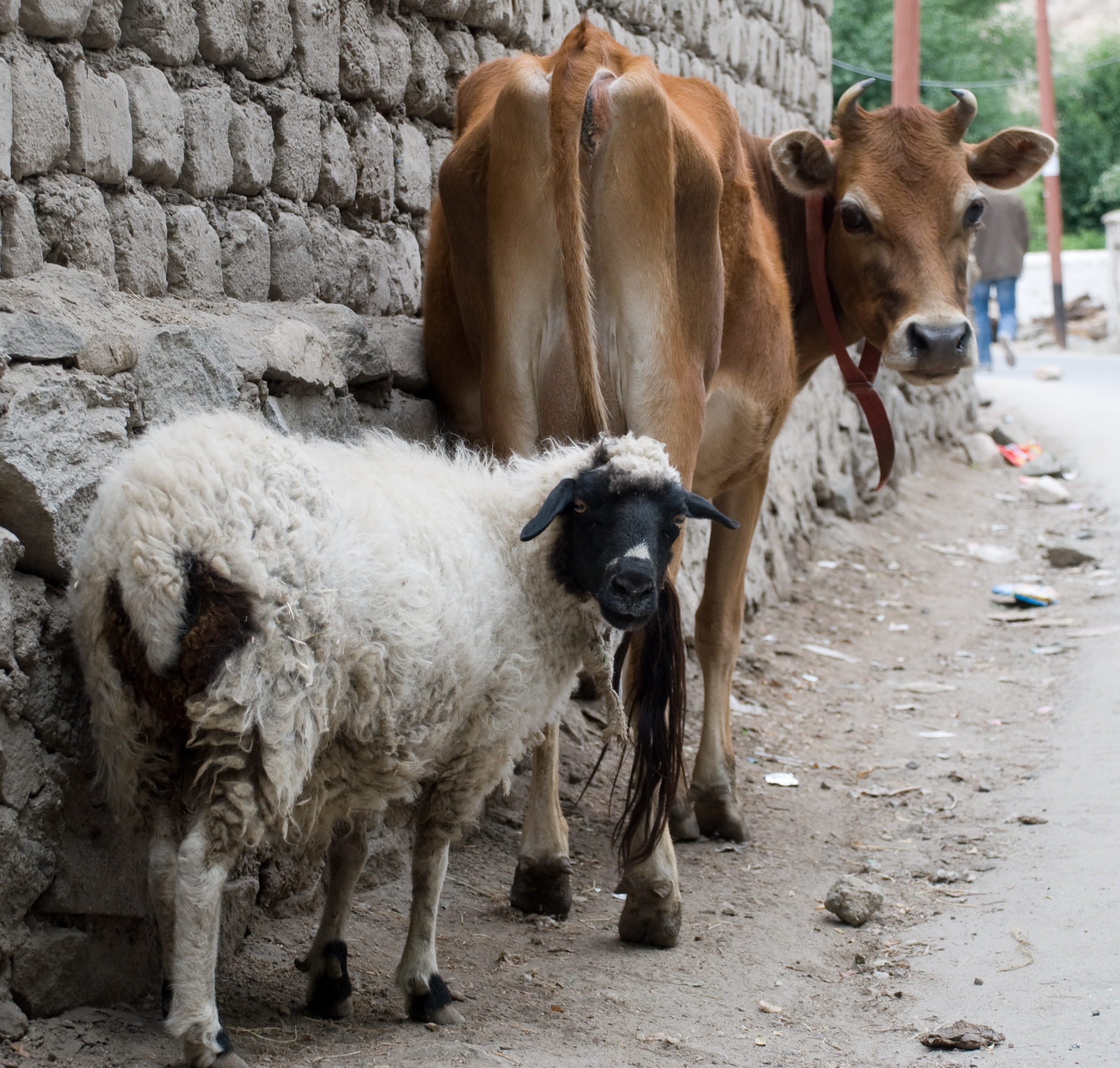
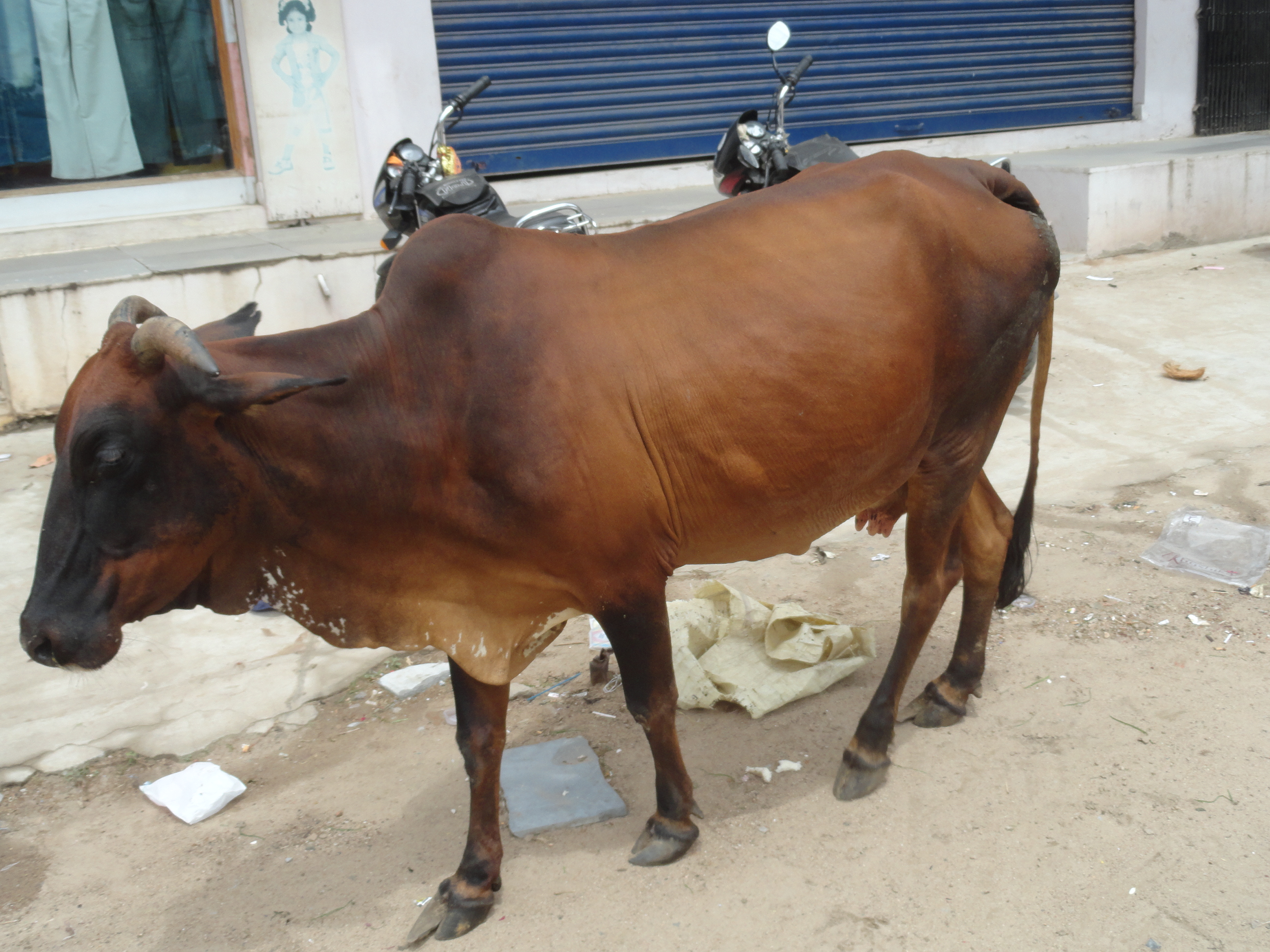
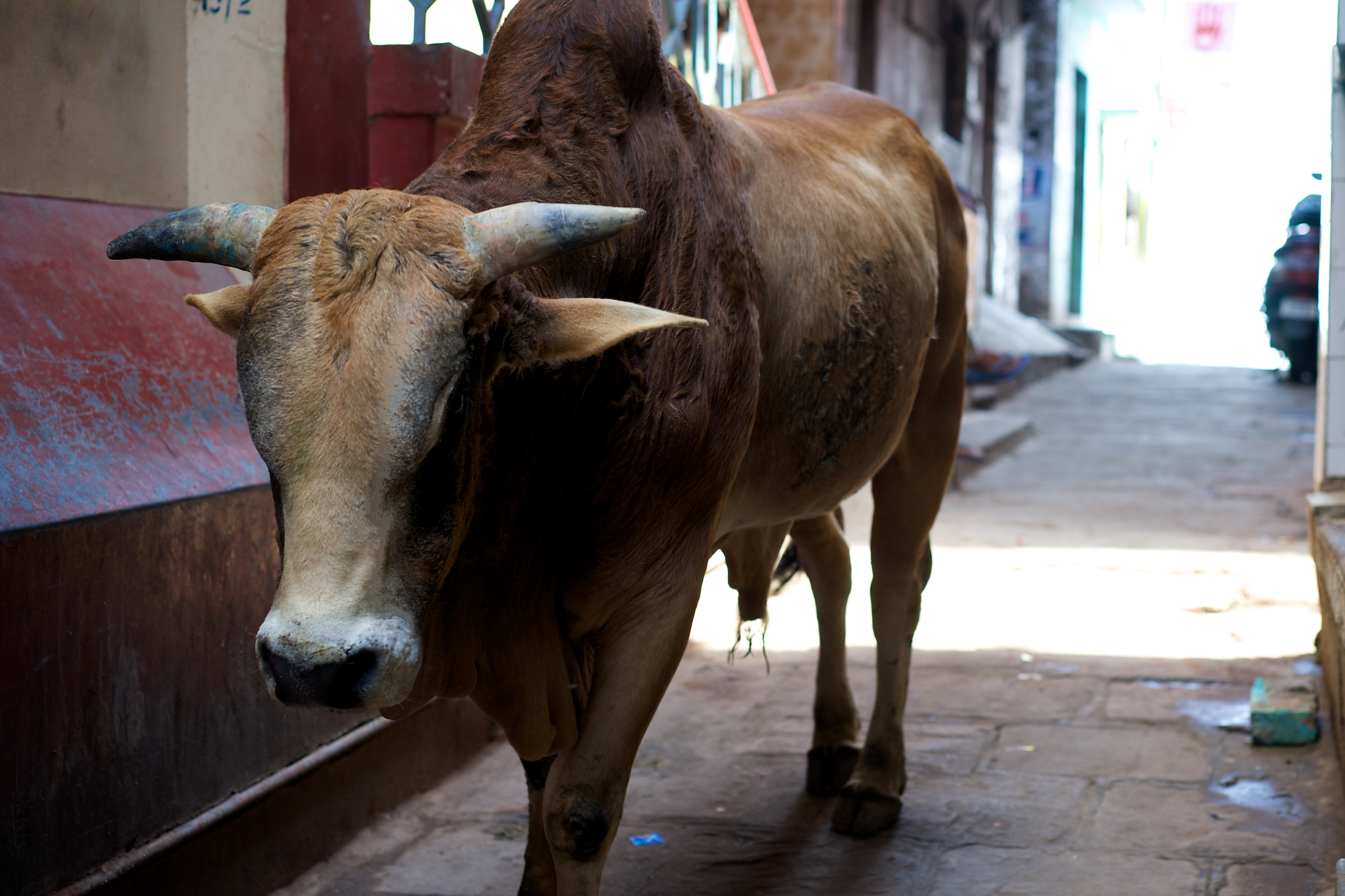
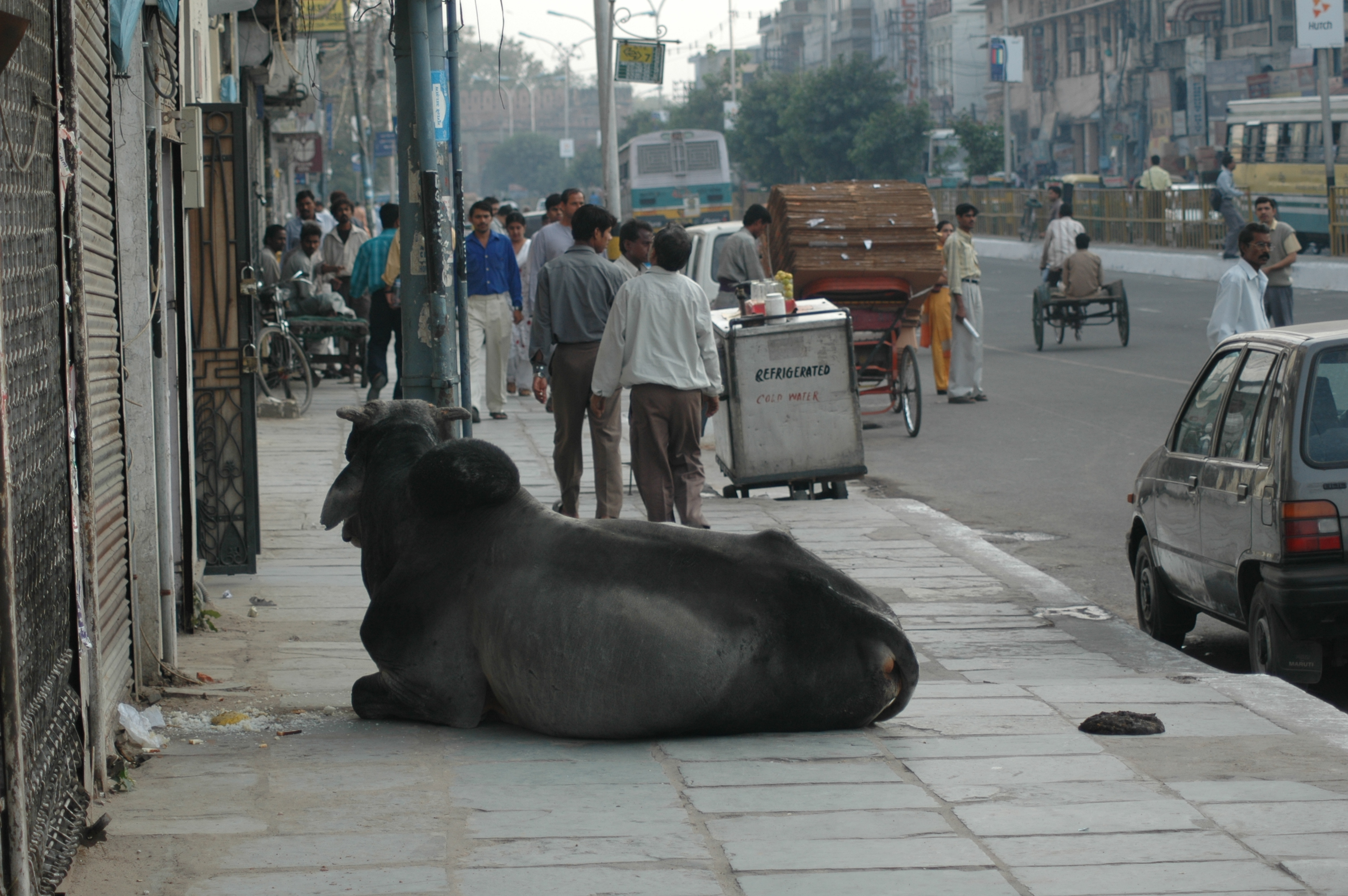
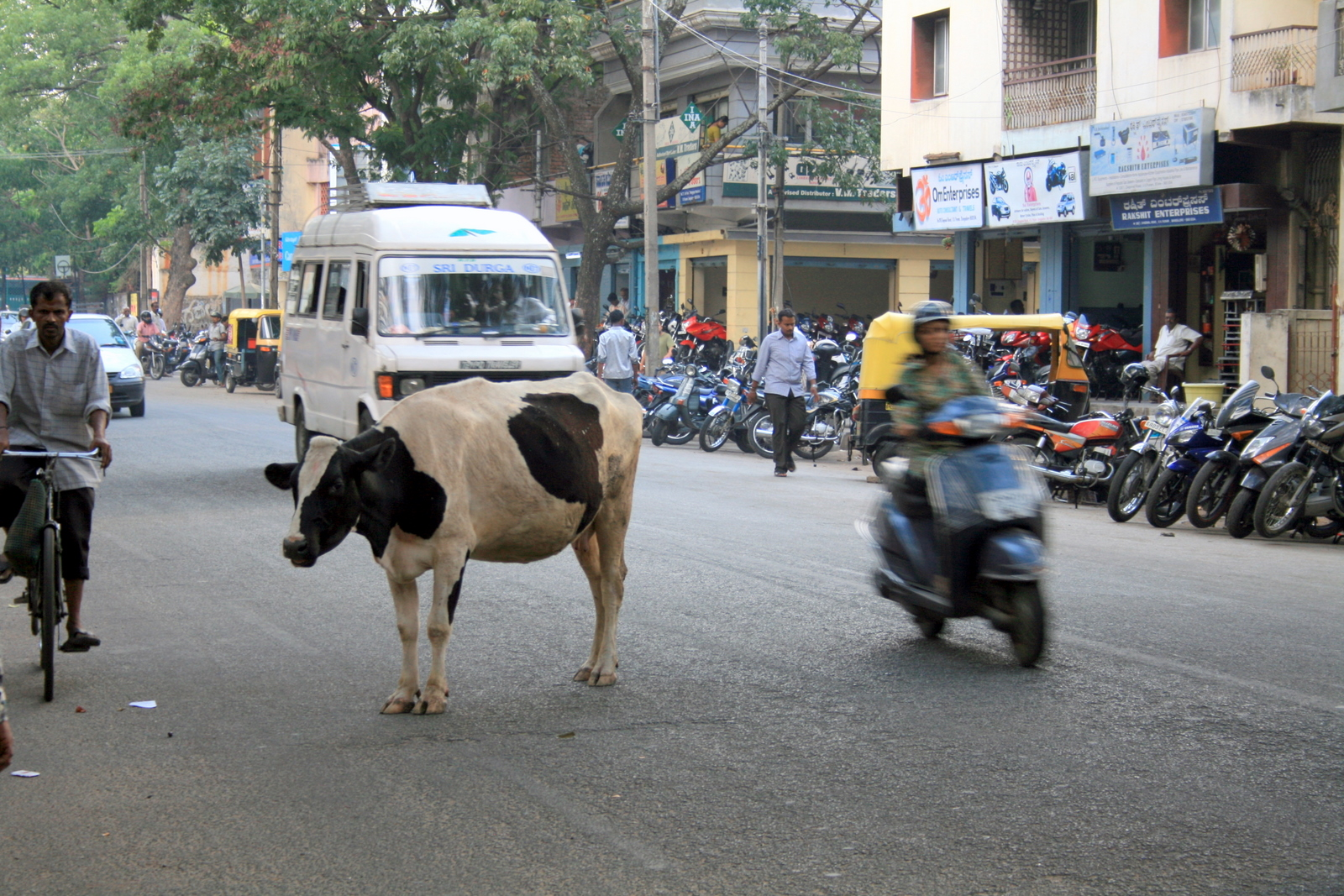
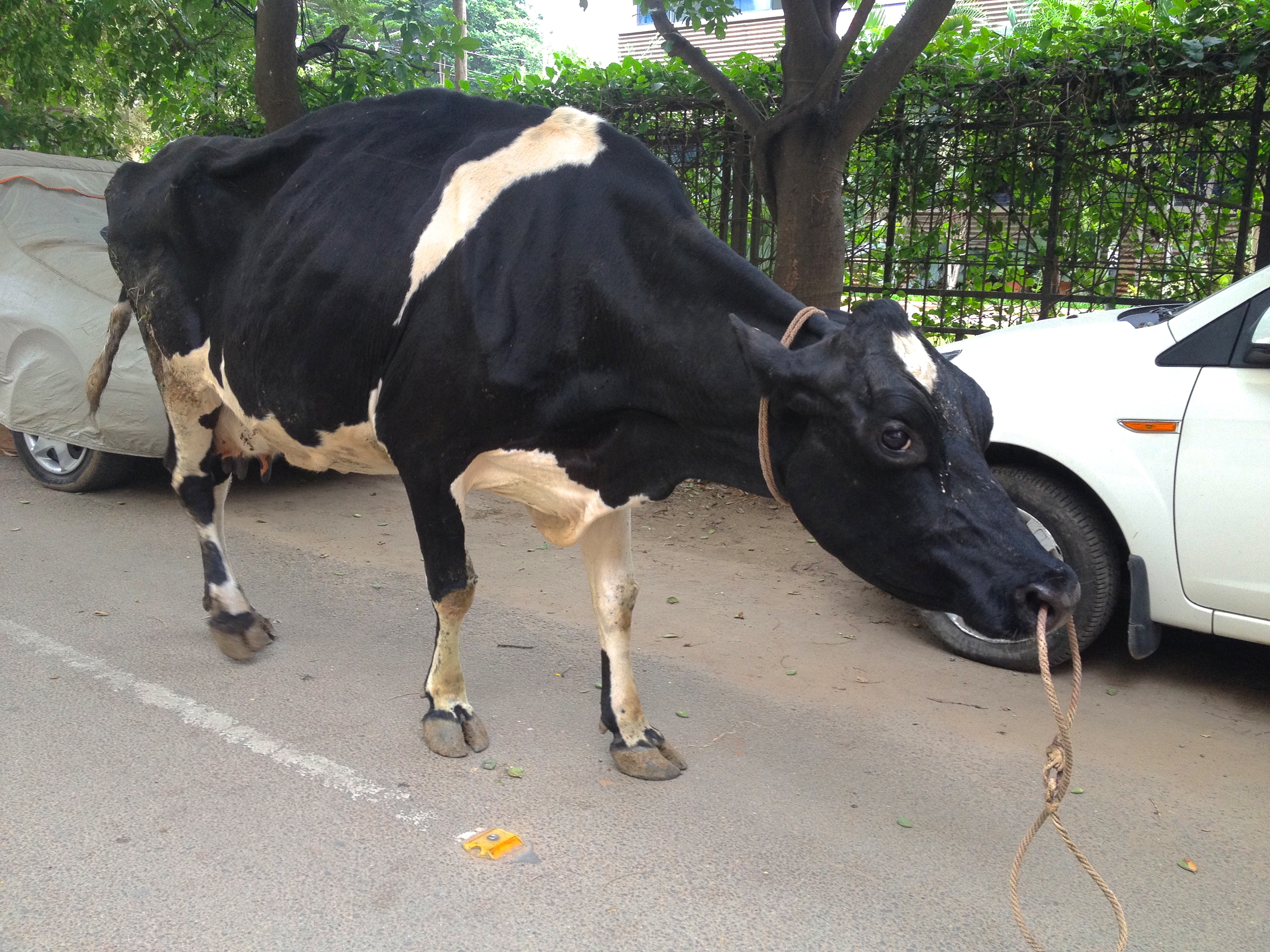
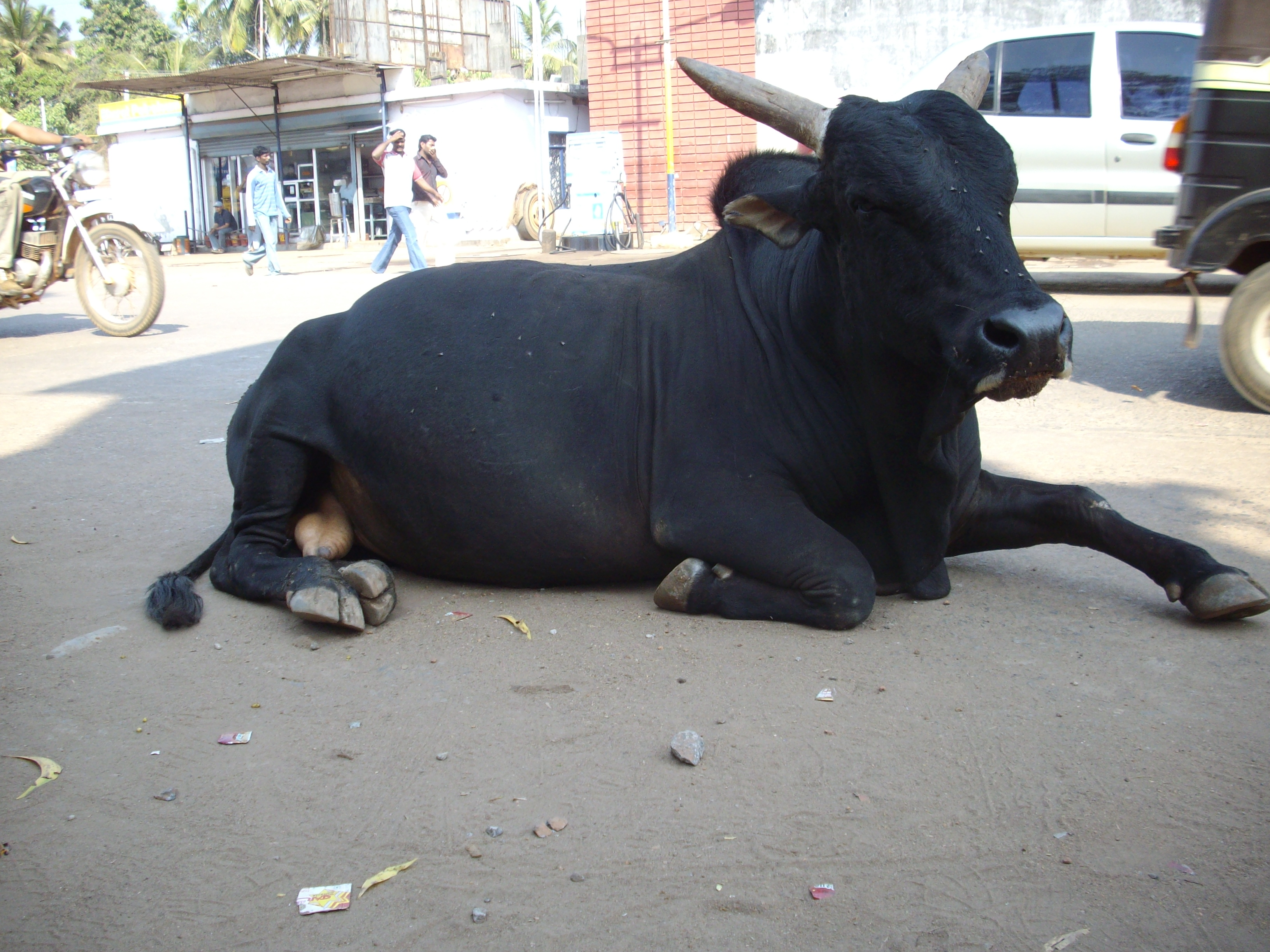

## Vùng khác
Bò con hiện diện đậm nét trong các nền văn hóa khác từ Đông sang Tây, từ cổ chí kim trong những nền văn minh và văn hóa lớn trên thế giới.

### Ai Cập

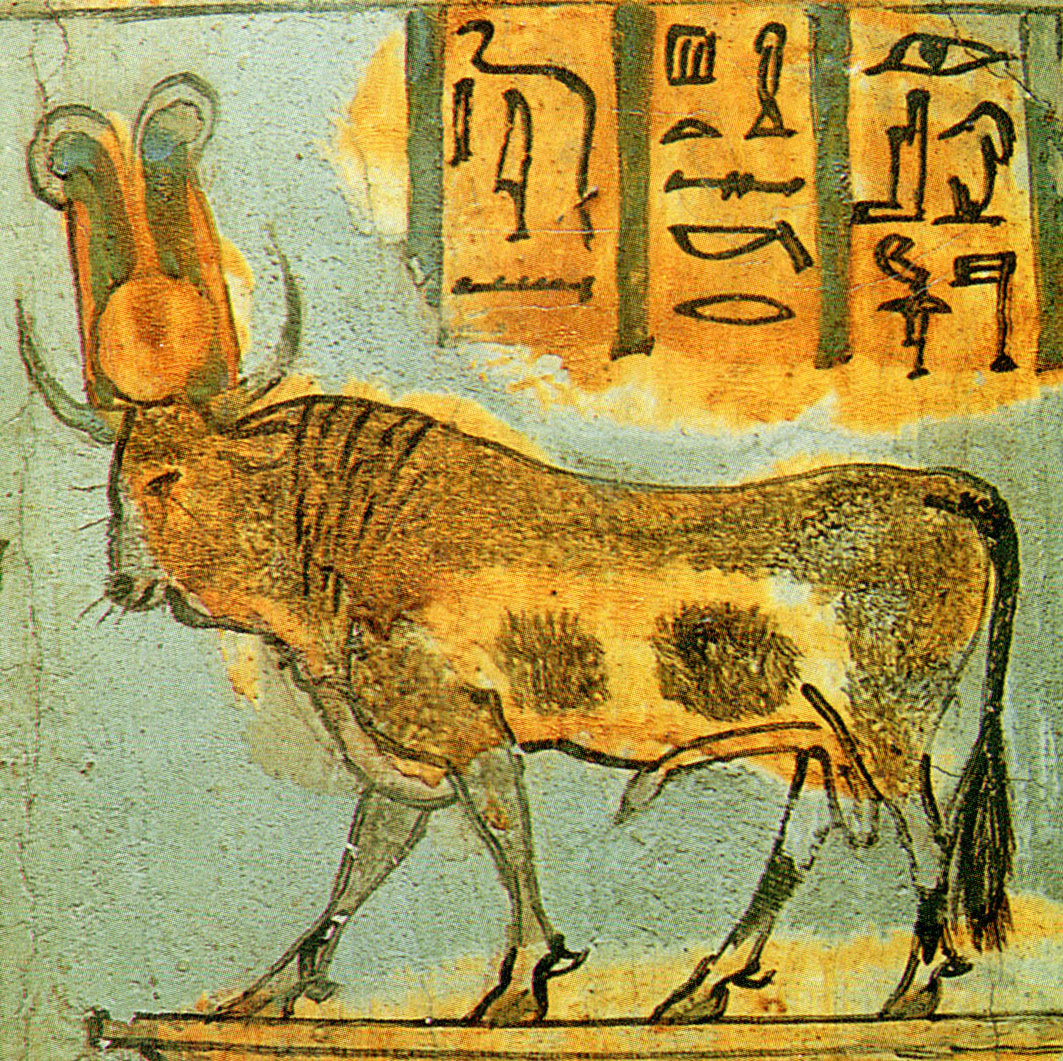
Bò thần Apis của Ai Cập cổ đại

Bò là loài vật được sùng bái trong văn minh Ai Cập, người Ai Cập cũng thờ con bò. Hình tượng con Bê vàng cũng được tôn thờ trong vùng Hạ Ai Cập. Con bò mộng Apsis được tôn thờ trong đền thờ thành phố Heliopolis, như là sự nhập thể của thần Osiride, và con bò mộng Mnervis được tôn thờ trong đền thờ Ptah tại Memphi, như là sự nhập thể của thần mặt trời. Vua thiết lập những nơi cao và đặt các tư tế lấy từ đám thường dân, không thuộc hàng con cháu Lêvi. Vua Ai Cập Giêrôbôam dâng lễ tế cho các con bò mộng vua đã làm ra.
Trong văn hóa Ai Cập cổ đại, các nữ thần Ai Cập đôi khi được miêu tả trong hình dáng của một con bò với bốn ngôi sao trên bụng. Bò là con vật là quan trọng đến mức nhiều vị thần Ai Cập được cho là có hình dáng của bò Ai Cập (B. aegyptiacus), Những vị thần trong Tôn giáo Ai Cập cổ đại có hình dáng có liên quan bò và các vị thần đáng chú ý có 
- Hathor - Nữ thần tình yêu và âm nhạc, có biểu tượng là con bò cái. Nàng thường hiện thân dưới dạng một con bò thần xinh đẹp với hai chiếc sừng nâng giữ đĩa mặt trời và đeo chuỗi vòng cổ Menat, hoặc là một người phụ nữ xinh đẹp với đầu bò và đôi mắt thần của Ra[42]
- Ptah (như là thần bò Apis) là thần sáng tạo và quyền lực có màu xanh, có biểu tượng là con bò đực Apis.
- Menthu (như là thần bò Bukha)
- Atum-Ra (như là thần bò Mnevis)
- Apis - Con bò đực thiêng của Ptah
- Bakha - Con bò thiêng của Ai Cập
- Bat - Nữ thần với gương mặt của người, tai và sừng bò
- Isis - Nữ thần của các bà mẹ, có biểu tượng là ngai vàng, đĩa mặt trời, sừng bò và cây sung dâu
- Meskhenet - Nữ thần của những đứa trẻ, có biểu tượng là tử cung con bò
- Mnevis - Con bò đực thiêng của Heliopolis

### Hy Lạp

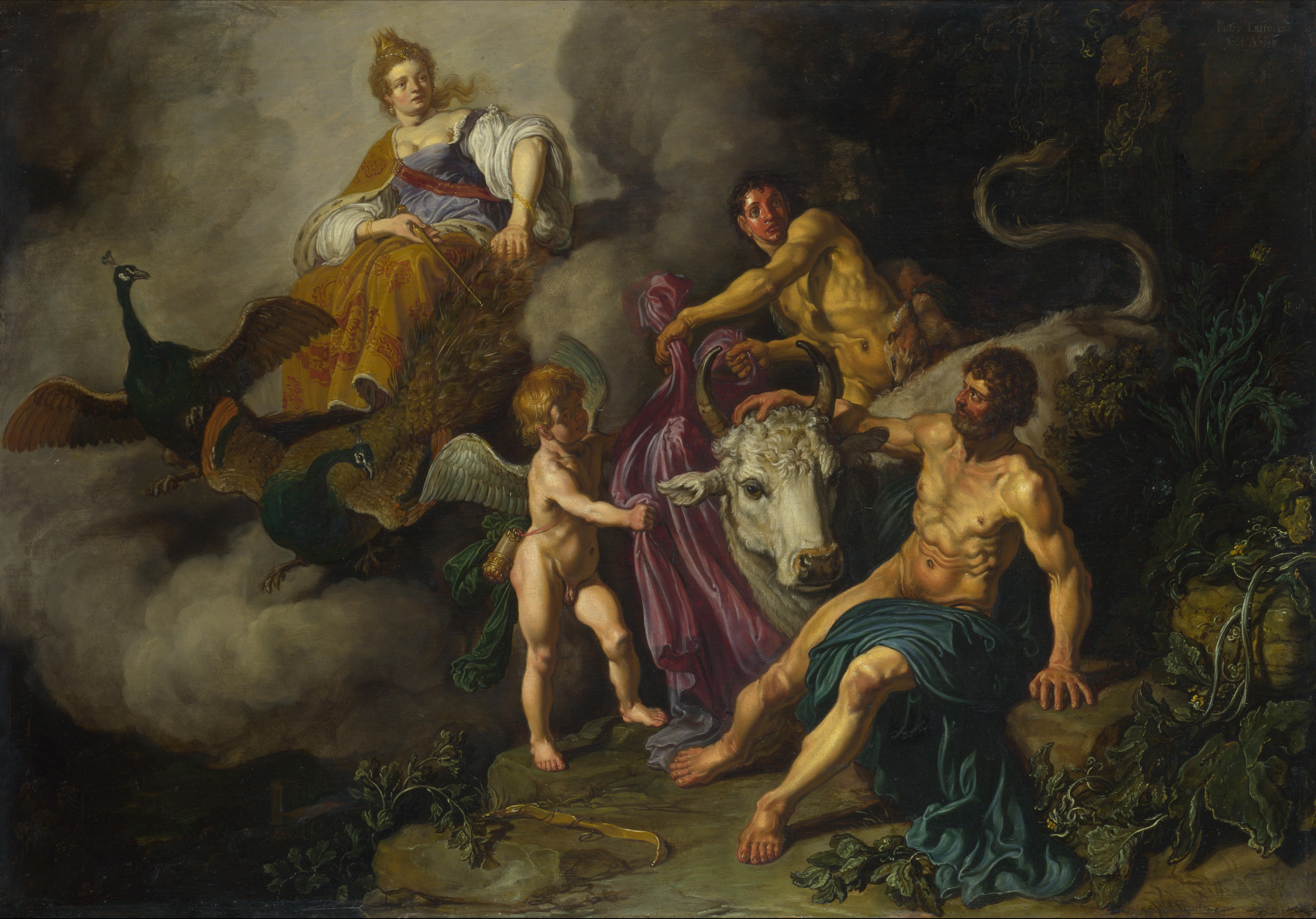
Tranh vẽ về thần bò Hy Lạp

Đàn bò của Thần Mặt trời trong thần thoại Hy Lạp được biết đến qua câu chuyện Odysseus cùng thủy thủ đoàn cuối cùng đáp lên hòn đảo Thrinacia, nơi Thần Mặt trời có một đàn gia súc. Đó là những con vật thiêng liêng, nhưng điều đó không cản được các thủy thủ săn đuổi chúng khi nguồn lương thực của họ trở nên cạn kiệt, hòn đảo này có thể chính là đảo Sicily ngày nay. Có những bằng chứng về cả các đàn gia súc đã được thuần hóa, và những bà con họ hàng của chúng trong đời sống hoang dã là loài bò rừng châu Âu.
Loài bò rừng châu Âu có tầm vóc lớn, chúng cao 1,5m tính đến phần sống lưng, và có các đặc điểm được Homer mô tả như "trán rộng" và "cặp sừng cong" rất to. Việc dám cả gan đụng đến đàn bò thiêng khiến những kẻ người trần phải chịu sự trừng phạt ghê gớm. Thần Zeus đã giáng sấm sét phá hủy các con tàu, giết chết các thủy thủ. Chỉ duy nhất Odysseus sống sót trở về để kể lại cho người đờn nghe về hành trình của mình.
Bức tượng Canaanite (và sau này Carthage) đã bị hỏa hoạn hiện lên như một vị thần hay một loại của sự hiến tế cho Moloch-được gọi là một người đàn ông đầu có sừng sỏ như một con bò, và giống như Cronus của người La Mã. Có thể có một mối liên hệ giữa người Cretan với hình tượng Minotaur. Mối liên hệ giữa các tôn giáo ở Canaanit sau đó đã diễn ra sự hy sinh của đứa trẻ (Ezek. 20: 25-26) và mối liên hệ của việc hy sinh con cái cho một vị thần có sừng cũng có thể liên quan đến thần thoại Hy Lạp về đưa những đứa bé đến cho Minotaur, một người đàn ông có cái đầu bò.

### Châu Mỹ
Ở Châu Mỹ, loài bò rừng gắn liền với văn hóa bản địa của người da đỏ là Bò rừng Bizon (Bò rừng bizon Bắc Mỹ) Trong số các bộ lạc người Mỹ bản địa, đặc biệt là ở vùng đồng bằng, những con bò Bison được coi là một động vật linh thiêng và biểu tượng tôn giáo, những câu chuyện tạo ra từ nguồn gốc những con bò này đã đặt chúng ở một nơi rất thiêng liêng trong nhiều bộ lạc. Bò vượt qua nhiều lĩnh vực khác nhau và chức năng, và nó đã được sử dụng trong nhiều cách thức. Nó được sử dụng trong các nghi lễ, bò cũng có vai trò thiêng liêng nhất trong xã hội đối với phụ nữ.
Trong số các bộ lạc người da đỏ Mỹ bản địa, đặc biệt là các vùng đồng bằng đại bình nguyên, các con bò Bison được coi là một con vật linh thiêng, biểu tượng tôn giáo. Những câu chuyện tạo ra các nơi bò xuất hiện cho chúng ở một nơi rất thiêng liêng trong số rất nhiều bộ lạc. Nó được sử dụng trong các nghi lễ, dùng làm lều Tipi đó cung cấp nhà ở cho người dân, đồ dùng, khiên, vũ khí và các bộ phận được sử dụng cho khâu bằng gân. Những bộ lạc người Sioux coi sự ra đời của một con bò trắng là sự trở lại của Nữ nhân bê trắng (White Buffalo Calf Woman), tiên tri văn hóa chính của họ và các nghi lễ trong "Bảy Thánh Lễ".
Người da đỏ ở Mỹ quan niệm rằng, mỗi con bò rừng trắng được sinh ra đều là biểu tượng thiêng liêng cho niềm hy vọng và đem lại những điềm lành cho thế giới. Quan niệm này bắt nguồn từ một truyền thuyết của bộ tộc người Lakota (Sioux) về Pte Ska Win hoặc Ptesanwi, vị nữ thần được khắc họa bằng hình ảnh một thiếu nữ đi cùng một con bò rừng Mỹ màu trắng. Chuyện kể có chiến binh nhìn thấy thần Ptesanwi, dưới hình hài một người thiếu nữ xinh đẹp mặc áo lông bò trắng toát. Tương truyền, trước khi rời bộ tộc Lakota để về cõi trời, thần Ptesanwi đã nhắn nhủ rằng, hễ khi nào một con bò rừng trắng chào đời, thì đó là điềm báo nữ thần sẽ lại hiển linh, mang theo sự hòa hợp và phúc lành đến nơi trần thế. Sau đó, thần Ptesanwi hóa thành một con bò trắng và biến mất vào làn mây. Đúng lúc nữ thần vừa rời đi, một đàn bò rừng khổng lồ bất ngờ hiện ra khắp xung quanh bản làng của bộ tộc Lakota. Kể từ đó, bò rừng trắng trở thành loài vật linh thiêng nhất trong tín ngưỡng của người Lakota nói chung, cũng như của các bộ lạc da đỏ tại Mỹ. Trong quan niệm của rất nhiều người Mỹ bản địa, bò rừng tượng trưng cho sự ấm no và đủ đầy. Một con bò rừng trắng ra đời được cho là điềm báo của hy vọng, và là chỉ dấu cho những điều tốt đẹp sắp diễn ra.